# Liste des parcs et jardins de Reims
La Ville de Reims possède plus de 265 hectares d’espaces verts dont une centaine de parcs et squares.
Cette page liste les différents parcs, jardins, squares et places fleuries de la ville de Reims en France soit plus de 100 espaces verts pour toute la ville.

## Les Parcs de Reims
Reims est une ville fleurie qui a quatre fleurs  depuis 1998 au concours des villes et villages fleuris. La ville comprend de nombreux parcs urbains dont les principaux sont repris ci-dessous.
Deux jardins de Reims sont labellisés “ Jardin remarquable ” au 15 juin 2020 : Parc de Champagne (Ex Pommery) et l'ensemble constitué par les Jardins de l’Horticulture et de la Patte d’Oie.

### Parc de la Cure d’air49° 14′ 49″ nord, 4° 00′ 30″ est

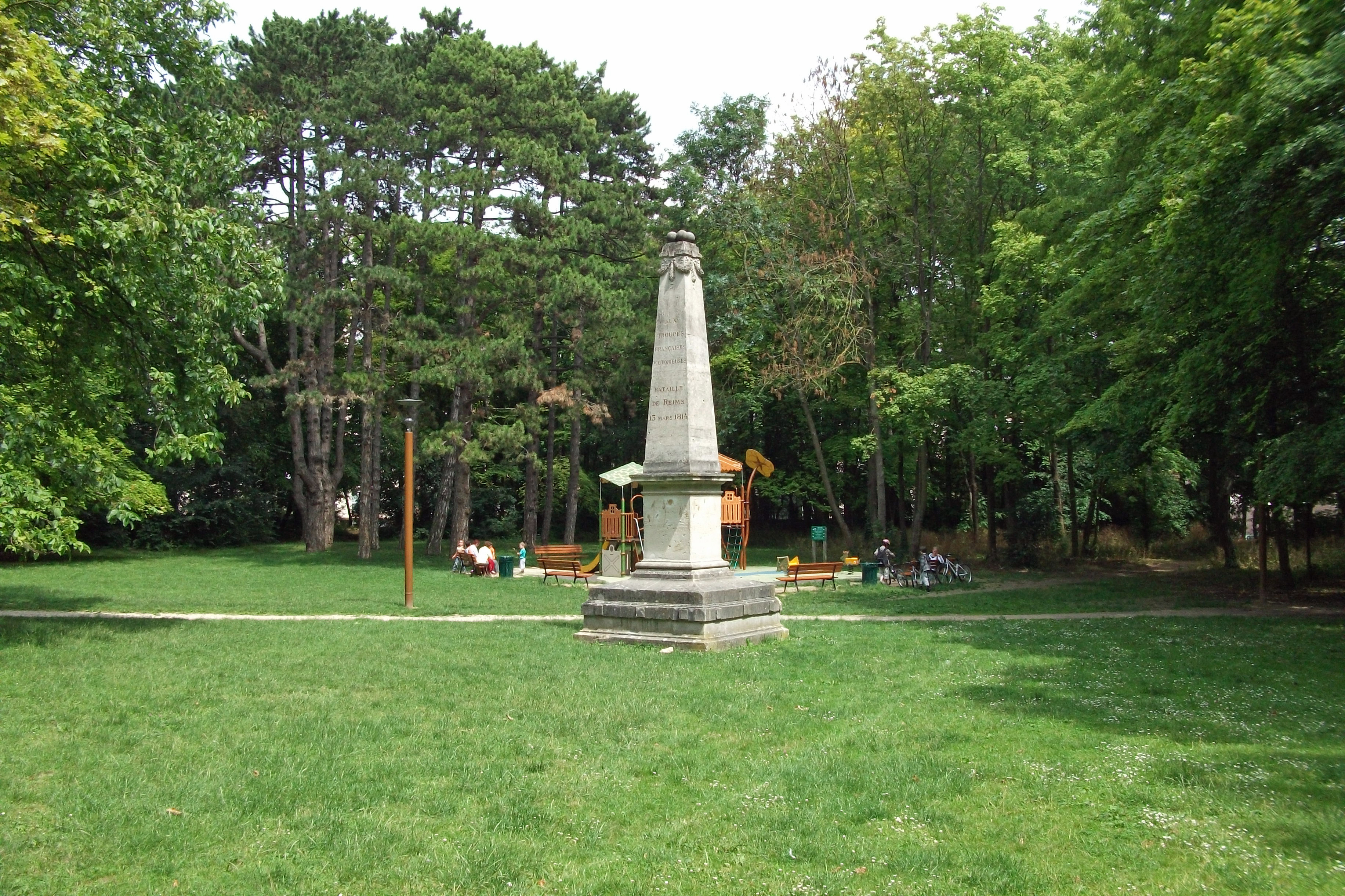
Parc de la Cure d’air

Le parc de la Cure d’air  de 2,5 ha, à la limite de Reims et de Tinqueux, est un espace boisé très ombragé, organisé autour d’une clairière centrale. Il a été créé en 1903 sur la butte Sainte Geneviève, à l’initiative d’Auguste Nouvion-Jacquet qui souhaitait, à titre de bienfaiteur, créer une cure d’air pour les personnes non tuberculeuses, d’où le nom de ce parc. Une cure d’air est un lieu où l’on pouvait respirer l’air le plus pur pour améliorer sa santé. Une aire de jeux a été aménagée dans la clairière centrale. Il comporte de beaux arbres dont un groupe de pins noirs d’Autriche. C’est également à l’initiative d’Auguste Nouvion-Jacquet, grand admirateur de  Napoléon 1er qu’est installé un obélisque de Louis Péchenard-Wary (sculpteur rémois) dressé en 1908. Des plaques commémoratives rappellent le bivouac de l’armée Napoléonienne dans ce lieu, lors de la bataille de Reims, en mars 1814. Dans ce parc, vous marchez sur les traces de Napoléon 1er et de son état major ! Le parc est accessible par rue de Pargny et par la rue François Dor.

### Parc Maryse Bastié49° 16′ 06″ nord, 4° 02′ 47″ est

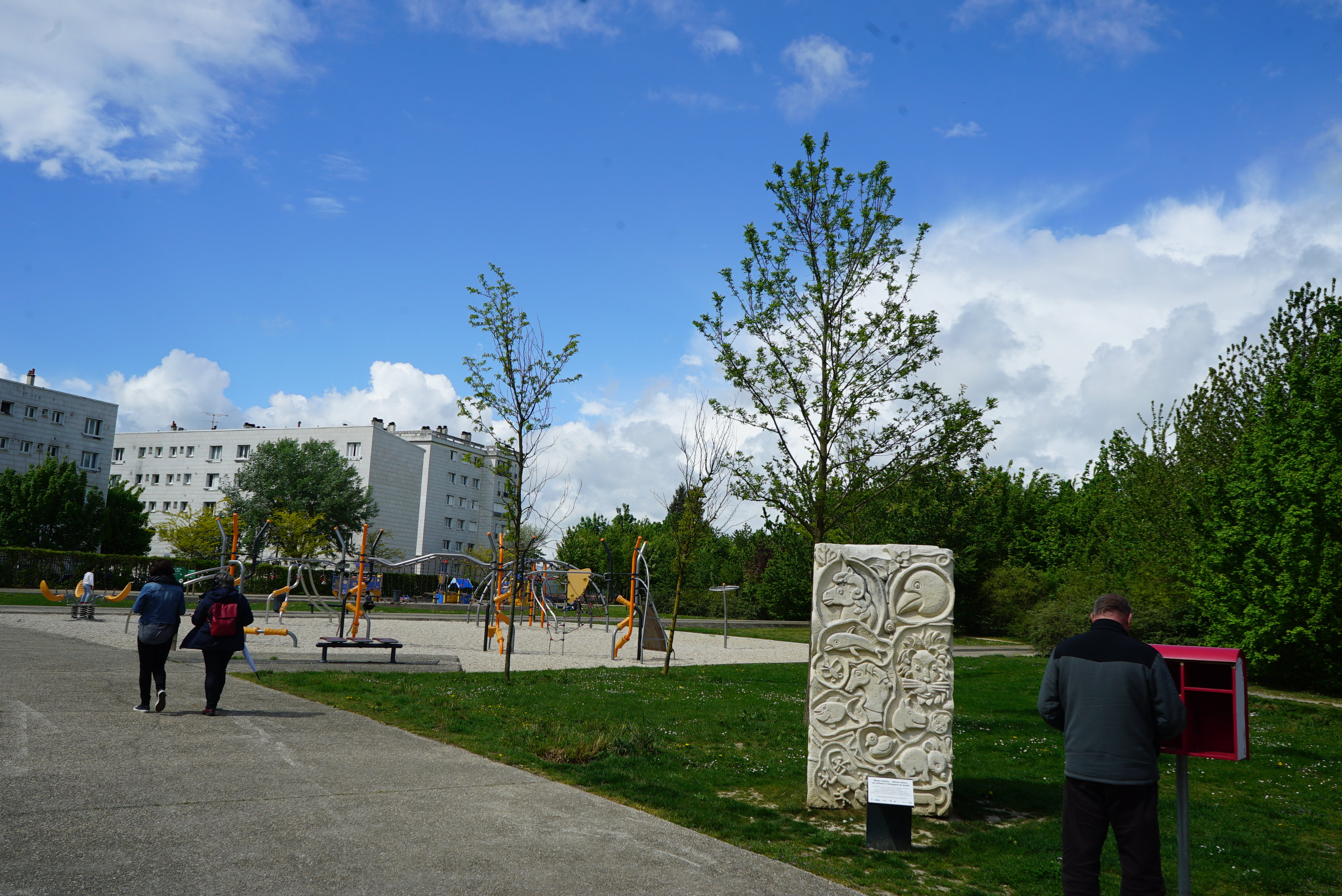
Parc Maryse Bastié

Le parc Maryse Bastié, d'une superficie de 9 500 m2, est situé dans le quartier du Port sec. Il a été aménagé en 2004, sur le thème du « Port sec » en référence au nom du quartier. 
Cet espace de conception originale comprend de nombreuses références au milieu aquatique (mouvements de sols, platelages, digues, graminées, aires de jeux à thème). Il comporte deux aires de jeux destinés aux enfants, une aire de basket et une borne-fontaine. A l’initiative des habitants et des conseillers de quartier, un jardin partagé, "Le Clos Maryse", a été créé en 2019 au sein de ce parc. Ainsi quelques habitants, constitués en association (12 participants), cultivent et récoltent ensemble leur production. Le parc Maryse Bastié est accessible par la rue de Bétheny.

### Parc des Arènes du Sud49° 14′ 26″ nord, 4° 02′ 27″ est

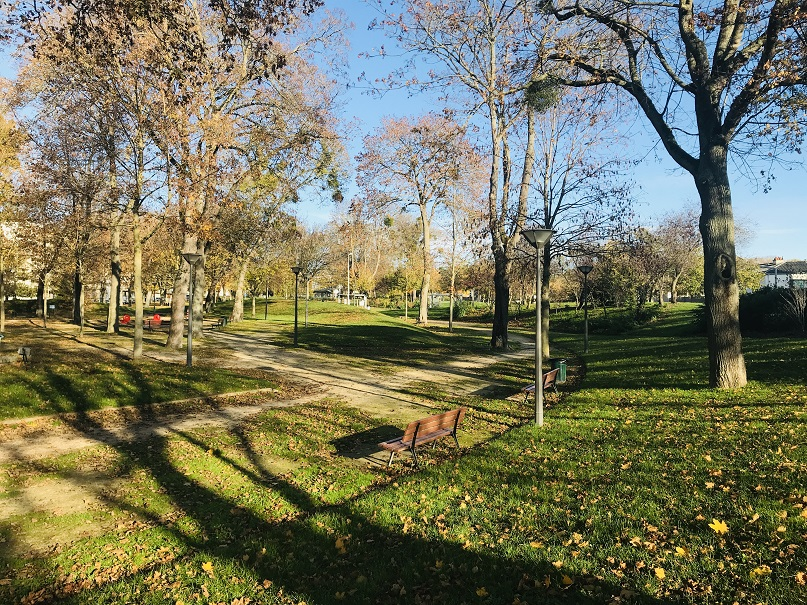
Parc des Arènes du Sud

Le parc des Arènes du Sud a une superficie de 3 ha. Il est conçu sur l’emplacement historique de l’enceinte de défense de la ville de Reims  finalisée en 1358 et démantelée au XIXe siècle avec la construction des boulevards et du Canal de l'Aisne à la Marne (1840-1880). Les premières plantations, réalisées sur l’emplacement des anciens remparts, datent de 1893. Le parc, en l’état  actuel, a été conçu par le paysagiste Jean Camand en 1972, lors de la réhabilitation du quartier Saint-Remi. Le Luchrone, œuvre lumineuse d’Alain Le Boucher a été réinstallé en 2019 en bas du parc.
La présence de vieux arbres apporte de l’ombre en été. Il comporte des aménagements destinés aux enfants et adultes (aire de jeux, table de ping-pong, aire de basket, terrain de boules, tennis, borne-fontaine, aire multisports). Le parc est accessible par le boulevard Dieu Lumière et par l’avenue Saint-Pol.

### Parc de l’ancien château des Grenouilles Verte49° 14′ 27″ nord, 4° 02′ 08″ est

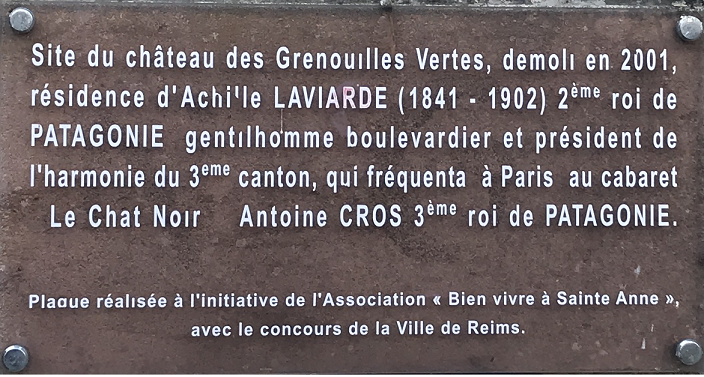
Parc de l’ancien château des Grenouilles Verte

Le parc de l’ancien Château des Grenouilles Vertes, d'une superficie de 5960 m2, est situé dans le quartier de Sainte Anne à Reims. Son nom provient d’une maison appelée « Château des Grenouilles Vertes » rue de la Roseraie. En fait de château, il s’agissait de  la maison de campagne d'Achille Laviarde (1841 -1902) qui se disait  2ème roi d’Araucanie et de Patagonie. L’appellation grenouille verte viendrait des grenouilles du secteur humide qui l’entoure.
La dégradation de la maison avait conduit la Ville de Reims, à la préempter, avant de la raser complètement en 2002, en vue de l'aménagement des bords de la Vesle en "Coulée Verte". Le terrain  est transformé en jardin public avec création de chemins, plantation de rosiers, ouverture d’une seconde porte (au n°8 rue de la Roseraie).
Ce jardin que l’on peut parcourir aujourd’hui est à l’abri de grands arbres et de rosiers. Le « château » rasé en 2002, ses fantômes vous accueillent les soirs d’été, quand les grenouilles se taisent et que le Roi revient. Le parc de l’ancien Château des Grenouilles Vertes est accessible par la rue de la Roseraie.

### Parc de la Roseraie49° 14′ 16″ nord, 4° 02′ 20″ est

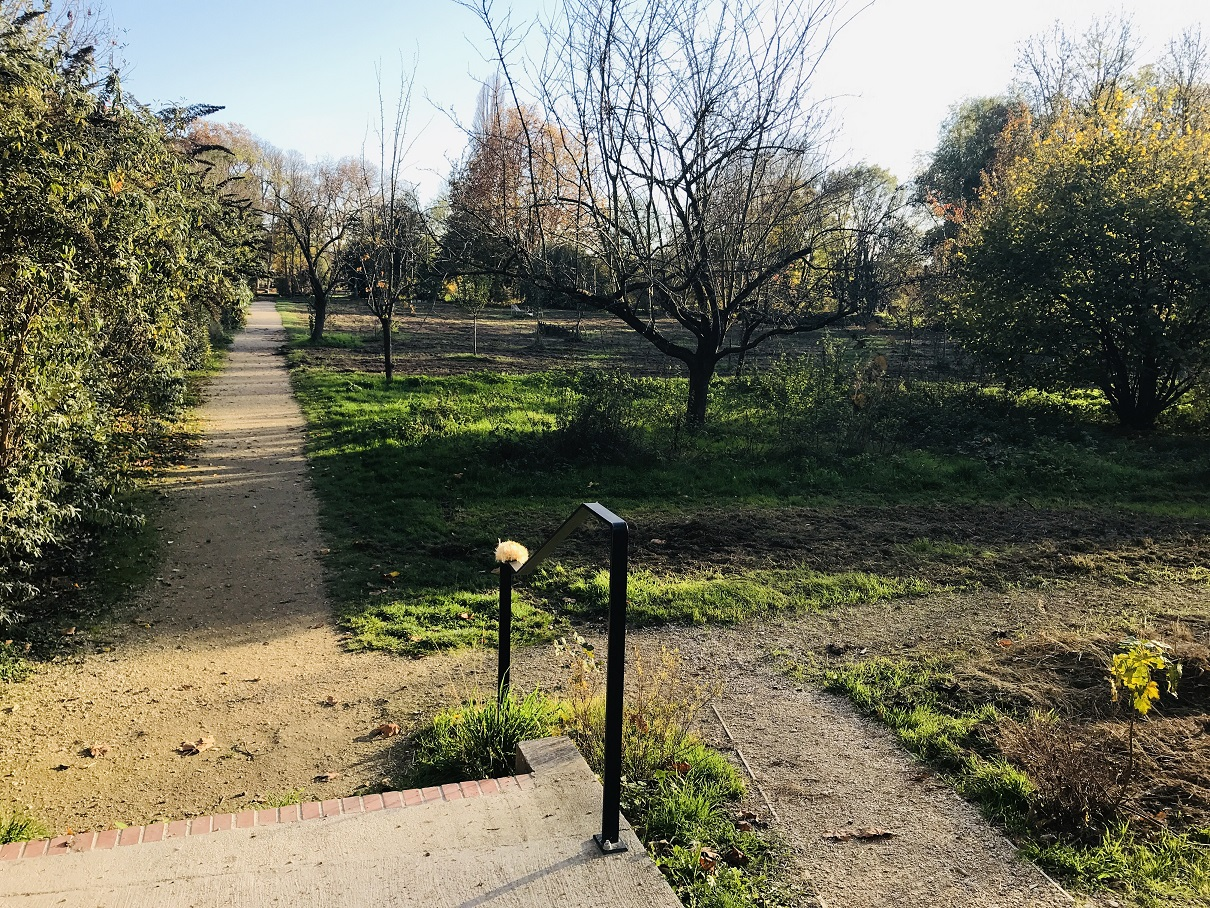
Parc de la Roseraie

Le parc de la Roseraie d’une superficie de 15 500 m2 est accessible au public depuis 2015. Il constitue un nouveau maillon de la coulée verte.
Il est situé dans le quartier Sainte-Anne.
Une partie du parc, le long de la Vesle, est maintenue en végétation naturelle. 
Le parc comprend un jardin Intergénérationnel « Coup de Pousse » (32 rue de la Roseraie) né d’une initiative de la Chambre Economique de Reims en 2012 afin de favoriser la transmission entre les générations.
Il comporte de multiples aménagements, terrains de boules, solarium,…
Il comporte de grandes tables de pique-nique très conviviales, complétées en 2018 par un ponton surplombant la Vesle (inauguré en aout 2018).
Pendant la saison d’été, des animations musicales, une aire de repos, pétanque et pique-nique y sont proposées dans l’esprit « guinguette ».  Est-ce un retour vers le passé ou, à cet emplacement, un dancing en plein air, le Modern Parc, dans les années d’après guerre avec un orchestre de jazz faisait accourir rémois et rémoises avides de swing et de boogie-boogie ?
Le parc de la Roseraie est accessible par la rue de la Roseraie (Bus 4, 9 et 11 arrêt Rollin).

### Parc Saint-John-Perse49° 14′ 23″ nord, 4° 00′ 22″ est

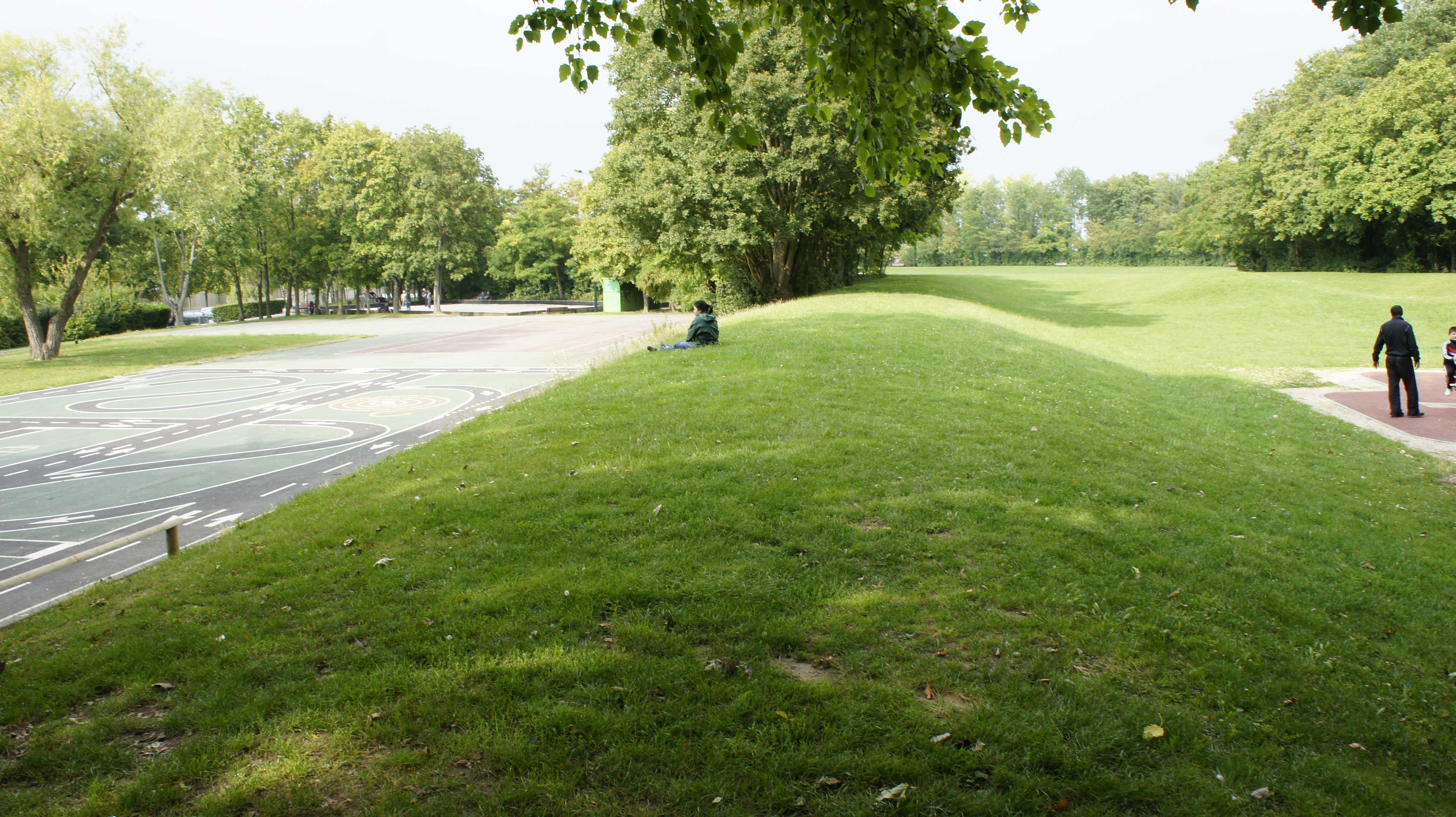
Parc Saint-John Perse

Le parc Saint-John-Perse, d’une superficie de 5,9 ha ,a été conçu par le paysagiste Jacques Simon en 1973, à l’occasion de la construction du quartier Croix-Rouge Université.
Il est constitué par une vaste clairière gazonnée en cuvette entourée d’un espace boisé dense. Il comporte des aménagements (aire de jeux enfants, table de ping-pong, borne-eau, terrain de boules et aire de basket) destinés aux enfants (petits et plus grands).Vous y trouverez un espace goudronné avec un circuit peint pour s’initier au code de la route de façon ludique. Le parc est accessible par l'avenue du Général-Eisenhower, la rue de Bezannes et la rue Pierre-Taittinger.

### Parc Bernard-Stasi49° 15′ 38″ nord, 4° 03′ 26″ est
Le parc Bernard Stasi de 1,2 ha a été ouvert au public en 2012. Il marque l’entrée d’un nouveau quartier d’habitat construit sur une friche industrielle (ancienne usine Electrolux). Il comprend deux aires de jeux, un terrain de jeu en enrobé de 700 m². Près de 100 arbres, 1 500 arbustes, 1 000 rosiers ont été plantés pour sa création et 8 000 m² ont été engazonnés. 
En bordure de ce parc, une large avenue a été créée et nommée « Promenade du Peignage » en référence à une ancienne usine de peignage de laines "Holden", installée vers 1900 et appelée usine des Nouveaux Anglais en référence à l’ingénieur anglais du nom de Jonathan Holden qui en fut le créateur. 
Le parc est accessible par le Boulevard Dauphinot et par la Promenade du Peignage.

### Parc Gilles-Ferreira49° 12′ 46″ nord, 4° 01′ 28″ est

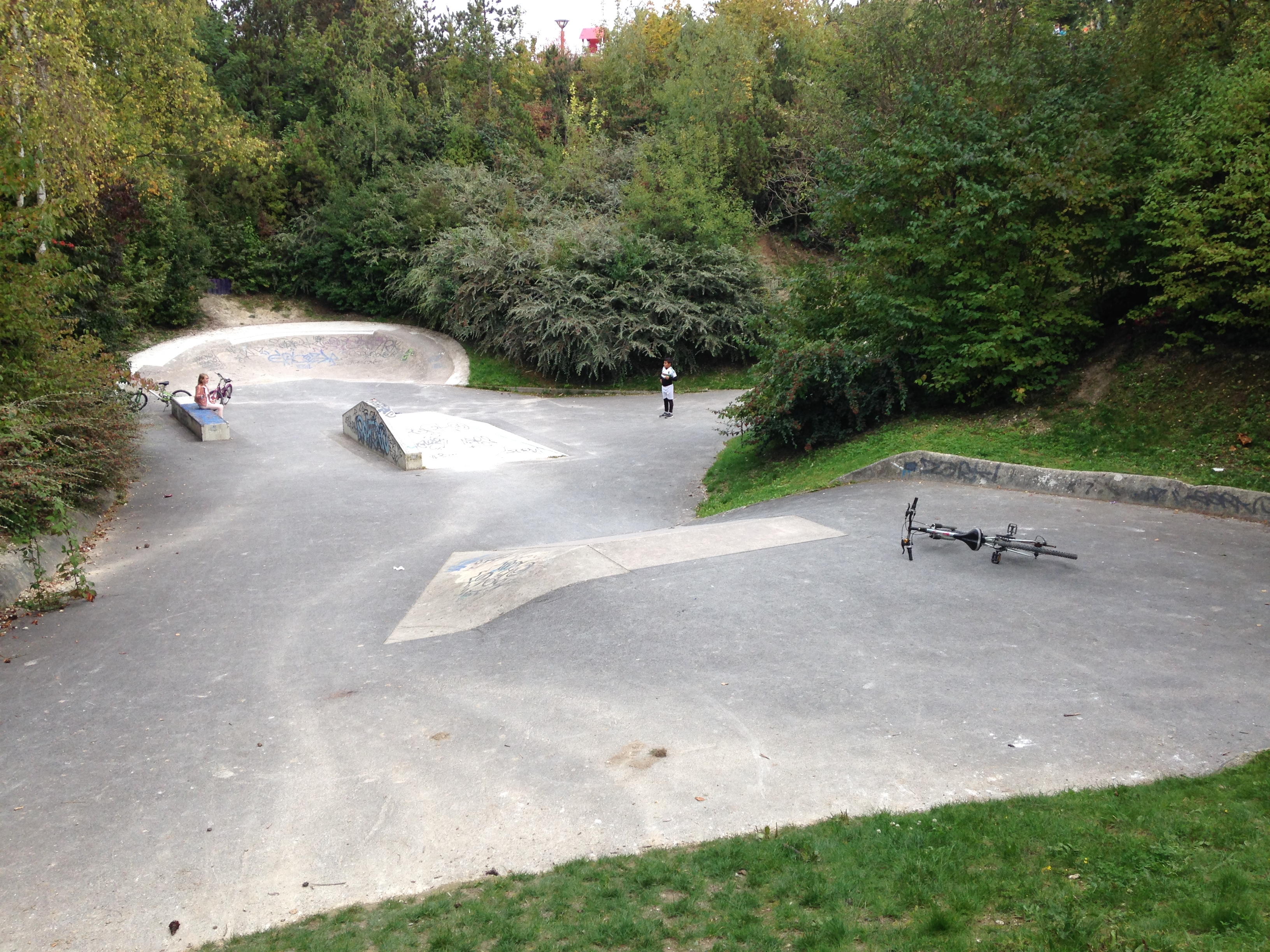
Parc Gilles-Ferreira

Le parc Gilles Ferreira de 4,5 ha a été réalisé en 1985, sur les plans du paysagiste Alexandre Chemetoff. Les plantations sont à dominante de conifères et de bouleaux.  Il comporte des aménagements destinés aux enfants et adultes (Aire de jeux, aire de skate, terrain de foot, aire de basket, parcours d’orientation, aire multisports, borne-fontaine). Il est accessible par la rue Richelieu, ou par la rue André Chenier.

### Parc des Essillards49° 13′ 58″ nord, 4° 03′ 58″ est
Le parc des Essillards de 5,6 ha, est situé au cœur du pôle technologique Henri Farman. Il a été créé en 1977 par le paysagiste Jean Camand (1924-1991). Il est équipé de terrains de foot, basket et boules. Il est accessible par l’avenue Hoche, par la rue Gabriel Voisin ou par l'allée Fonck.

### Parc Christian Pozzo Di Borgo49° 16′ 20″ nord, 4° 01′ 38″ est

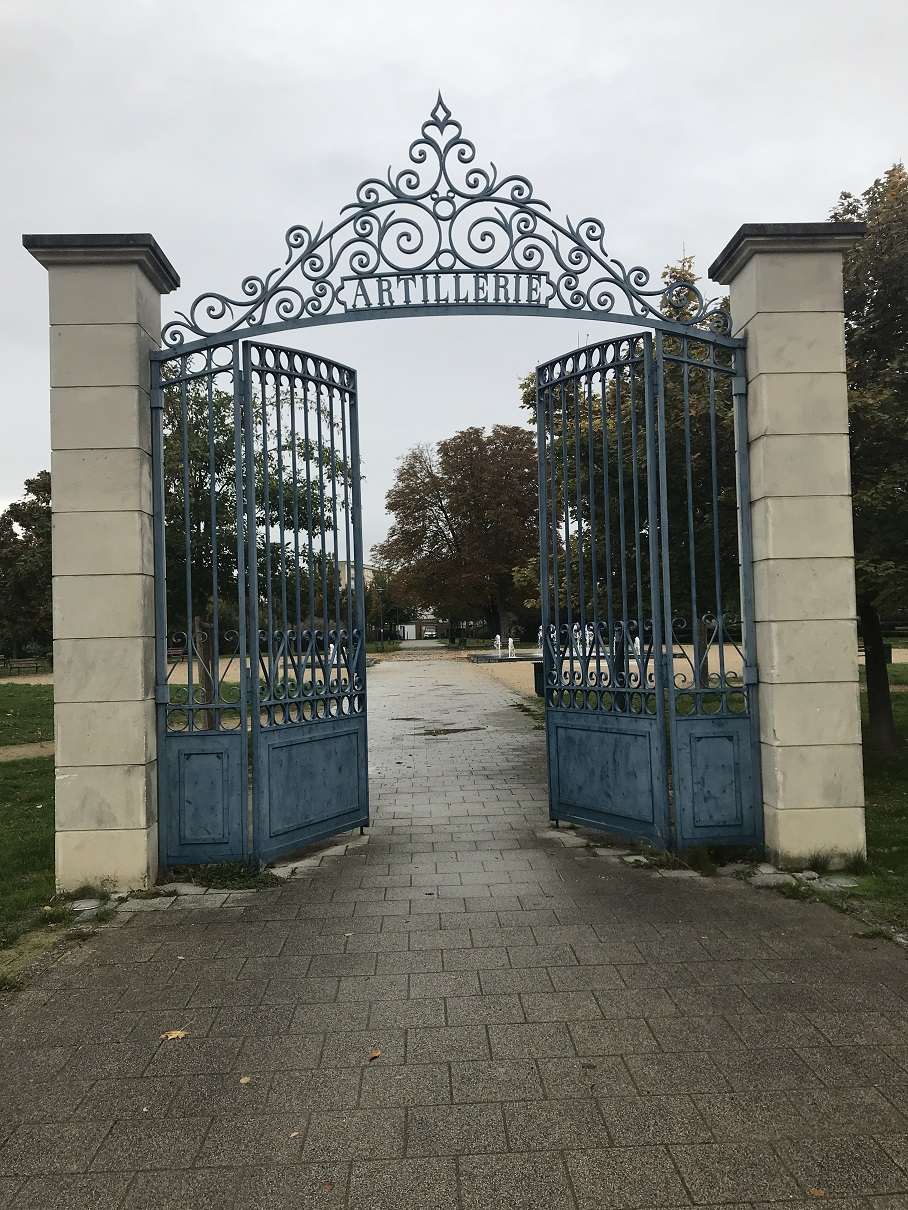
Parc Christian Pozzo Di Borgo

Ce parc a une superficie de 1,1 ha et est situé dans le quartier Neufchâtel. Il a été créé en 2009 autour de l’emprise de la place d’armes de l’ancienne caserne Chatellus.  À l’entrée du parc, rue de Neufchâtel, la grille d’entrée de l’ancienne caserne « Neufchâtel » construite à partir de 1883 a été restaurée et mise en valeur à titre mémorial. Il comporte deux aires de jeux destinées aux enfants et une borne-fontaine. Des jets d’eau ludiques occupent la partie centrale du square. Il est accessible par la rue de Neufchâtel ou par la rue du Général Pierre Pouyade.

### Parc de la Cerisaie49° 13′ 43″ nord, 4° 03′ 17″ est

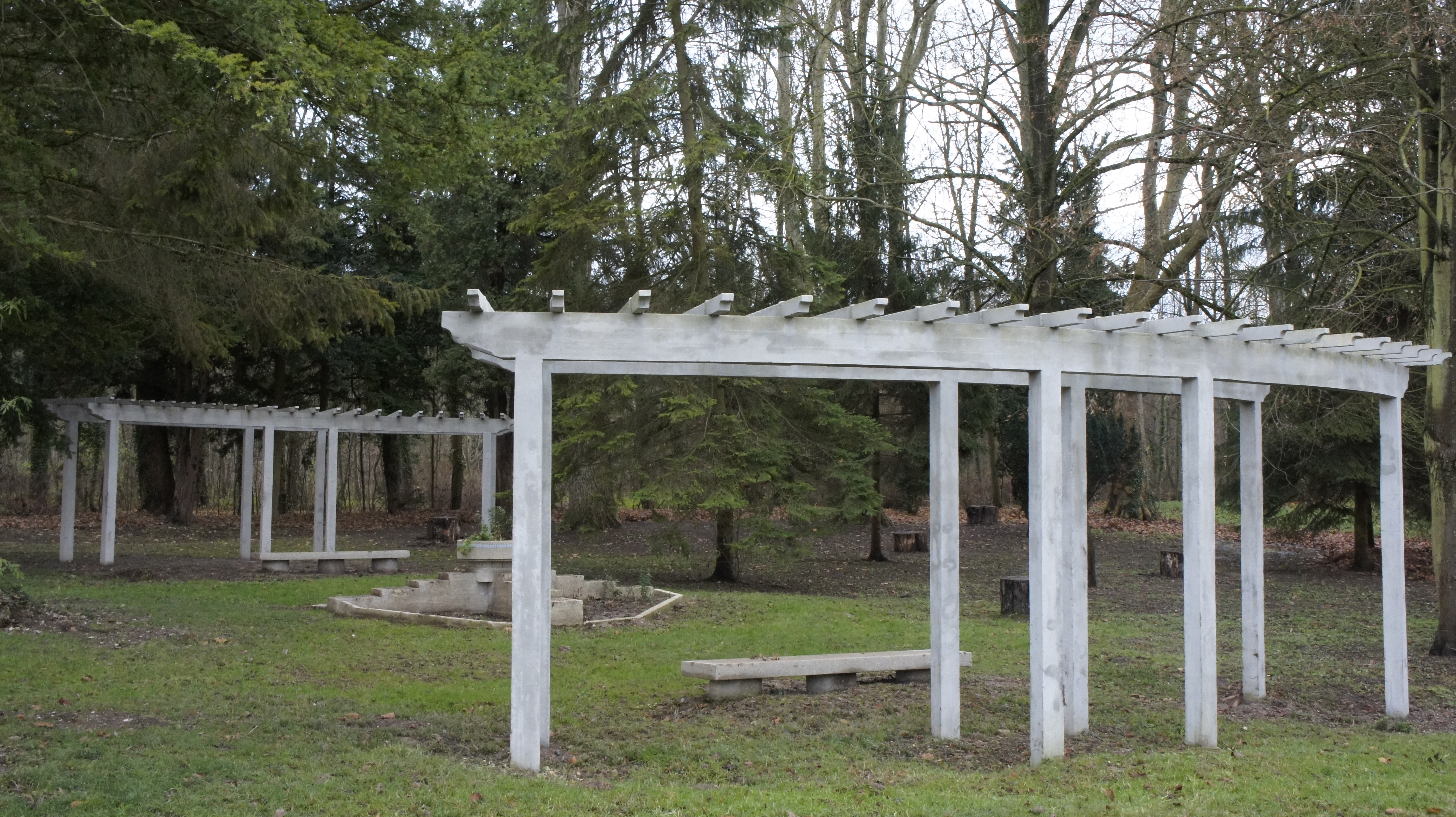
Parc de la Cerisaie : aire de repos

Le parc de la Cerisaie est un parc de 12 ha. Il est situé entre le canal et la Vesle a été aménagé de façon très naturelle. Il constitue un élément majeur de la Coulée verte dans le secteur de la rue de la Cerisaie. Il est accessible aux piétons et aux cyclistes. 
Dans ce parc, le centre sports nature permet la pratique de nombreuses activités sportive en lien avec la nature.
Depuis son ouverture, le parc accueille, à la période estivale, le chapiteau du Temps des cerises pouvant accueillir jusqu’à 400 personnes (30, rue de la Cerisaie à Reims), utilisé pour des activités culturelles.
Un important réseau d’allées permet de prolonger la promenade le long de la rivière la Vesle.
Il comporte des arbres de grande taille apportant de la fraicheur en été.

### Parc des anciens bains des Trois Rivières49° 13′ 57″ nord, 4° 02′ 46″ est

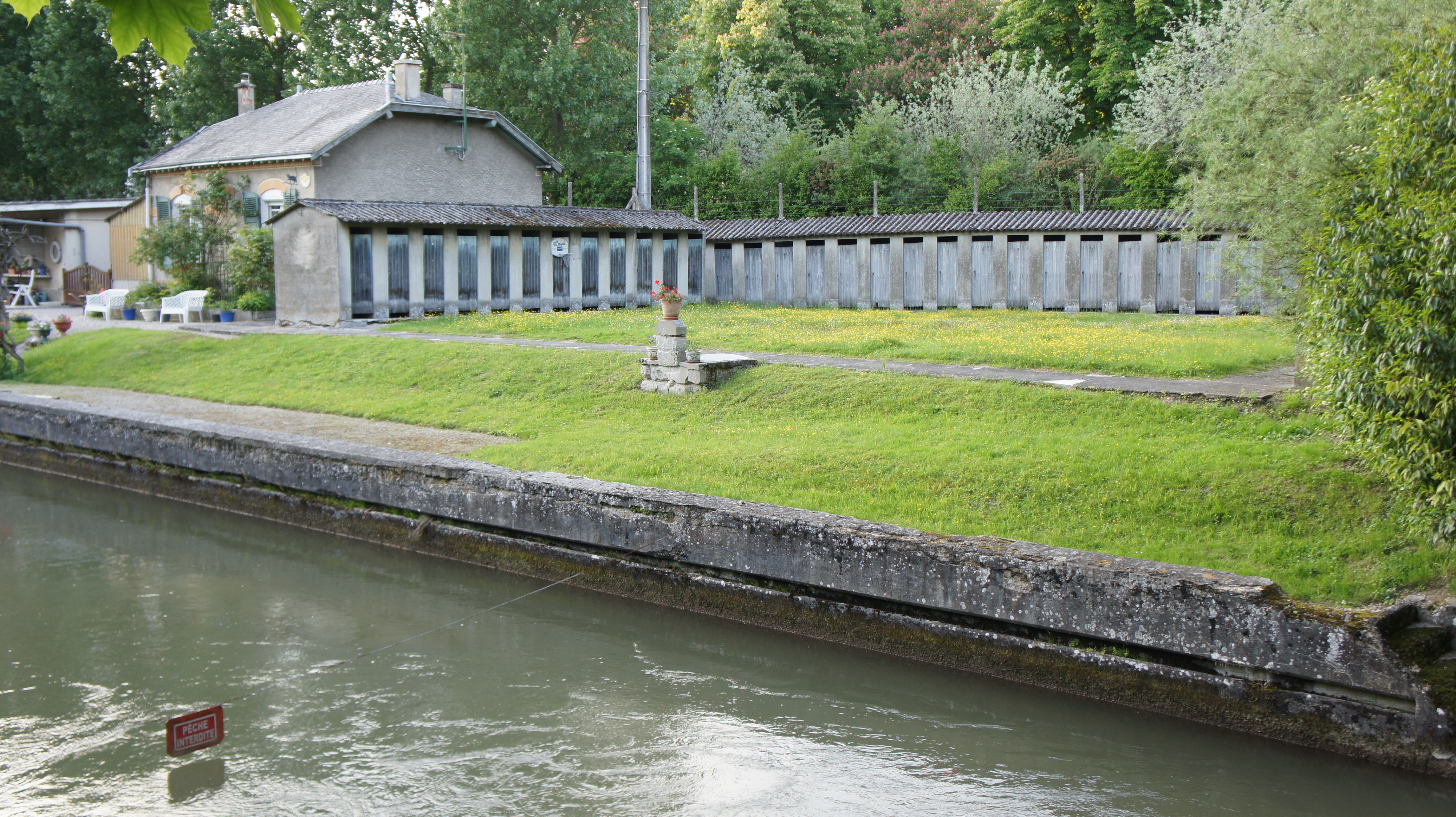
Anciens bains des Trois Rivières

Le Parc des anciens bains des Trois Rivières a une superficie de 2,1 ha. Ce parc, faisant partie de la coulée verte, est situé entre la Vesle et le canal de l'Aisne à la Marne. Il est aménagé à proximité des anciens bains des Trois Rivières (fermés en 1965) dont on peut encore voir les installations. Cet espace arboré relie par le biais de passerelles piétonnes, les bords de la rivière et du canal de l’Aisne à la Marne. La promenade longe les secteurs de jardins familiaux de ???.
Il est accessible depuis la rue Albert Thomas (Bus : lignes 6 et 17 – arrêt Claude Monet).

### Parc Pierre Mendès France49° 13′ 19″ nord, 4° 01′ 30″ est

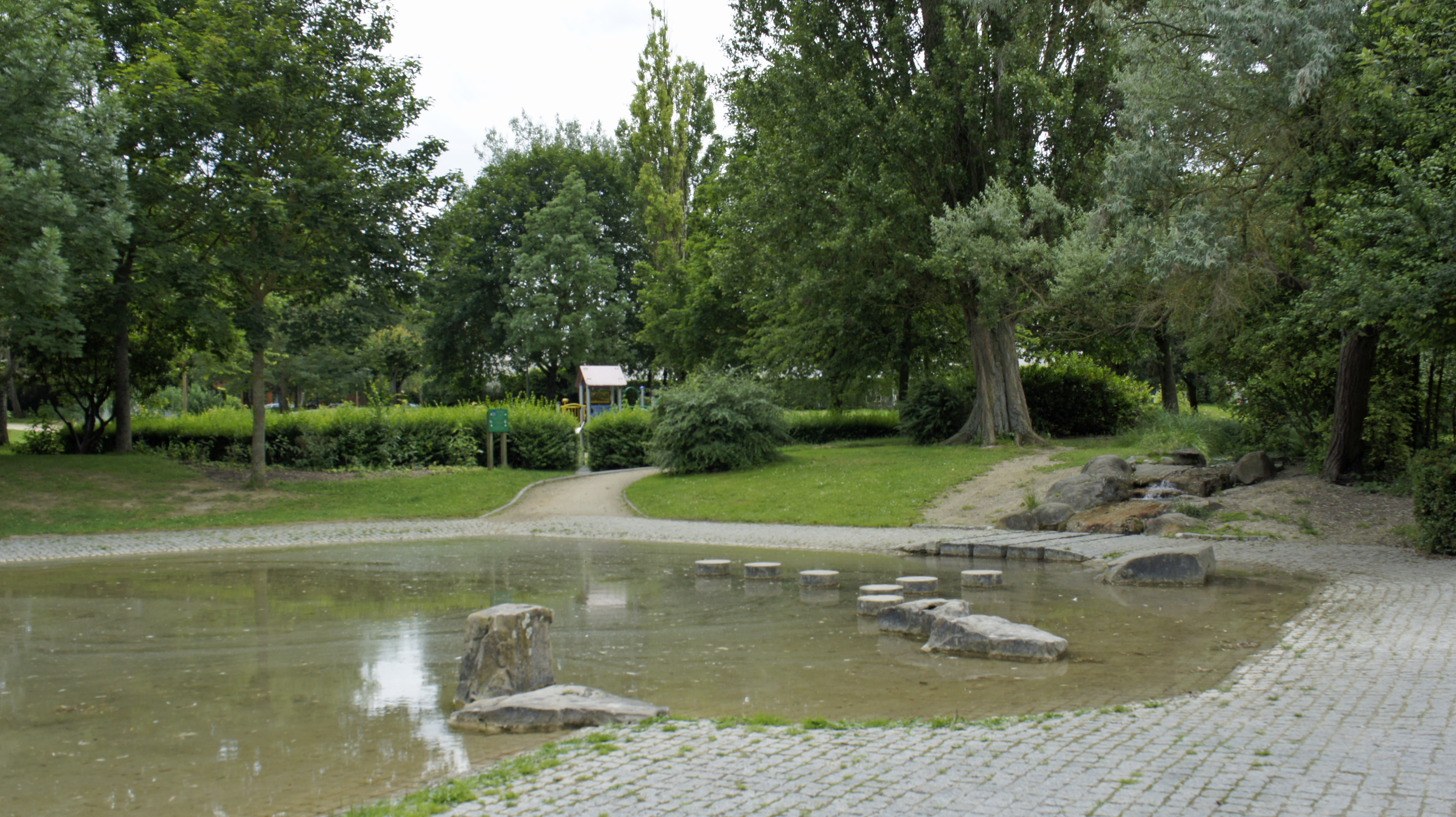
Parc Mendès-France

Le parc Pierre Mendès France, d’une superficie de 7,4 ha, a été réalisé en 1981, par le paysagiste Dominique De Villèle. Ce parc, qui est situé dans le quartier Murigny. Il possède de grands arbres et un remarquable aménagement paysager. Il comporte une aire de jeux, une table de ping-pong, une aire de basket, une borne-fontaine et une aire canine. Ce parc comprend 2 plans d’eau alimentés par un jet d eau. Une vaste butte plantée le sépare de l’avenue de Champagne et assure sa tranquillité par rapport à la circulation. La promenade habituelle consiste à faire le tour du lac, à admirer le jet d’eau, passer de petites cascades et traverser des ponts.
Des activités de modélisme sont pratiquées quelques week-ends par an sur le plan d’eau principal. 
Depuis 2019, des séances de cinéma en plein air, à voir sur l'écran géant, sont proposées durant l'été, en partenariat avec l'association La Pellicule Ensorcelée.
Il est accessible par la rue Vauban (parking) ou bien par la rue Guillaume Apollinaire (par la passerelle au-dessus de l’avenue de Champagne) ou par la rue Gérard de Nerval  (Bus : ligne 7 - arrêt Apollinaire ou ligne 5 – arrêt Mendès France).

### Autres Parcs de Reims
(liste non exhaustive)
- Parc des Buttes de la Muire 49° 14′ 03″ nord, 3° 59′ 53″ est
- Parc Marcel Lemaire 49° 17′ 01″ nord, 4° 00′ 14″ est
- Parc Michel Sicre 49° 16′ 04″ nord, 4° 04′ 36″ est
- Parc rue Bazin 49° 13′ 50″ nord, 4° 01′ 58″ est
- Parc Rosa Parks 49° 14′ 22″ nord, 4° 01′ 10″ est
- Parc Wangari Maathai 49° 14′ 05″ nord, 4° 01′ 38″ est(1)
- Parc de l’Europe 49° 14′ 51″ nord, 4° 04′ 00″ est
- Parc Jean Moulin 49° 15′ 10″ nord, 4° 03′ 40″ est
- Parc de la Verrerie 49° 14′ 06″ nord, 4° 03′ 13″ est
- Parc Parchimy 49° 15′ 53″ nord, 4° 01′ 15″ est
- Parc Trois Fontaines 49° 16′ 37″ nord, 4° 00′ 32″ est
- Parc Benazir Bhutto 49° 16′ 53″ nord, 4° 00′ 57″ est
- Parc Saint-Bruno 49° 13′ 40″ nord, 4° 00′ 33″ est
- Parc Raoul Dufy 49° 13′ 32″ nord, 4° 00′ 48″ est
- Parc François Arago 49° 13′ 46″ nord, 4° 00′ 21″ est
- Parc des Landais 49° 13′ 42″ nord, 4° 00′ 40″ est

## Squares
La ville comprend également de nombreux squares fleuris (liste non exhaustive).

### Square de la mission 182149° 15′ 42″ nord, 4° 01′ 50″ est

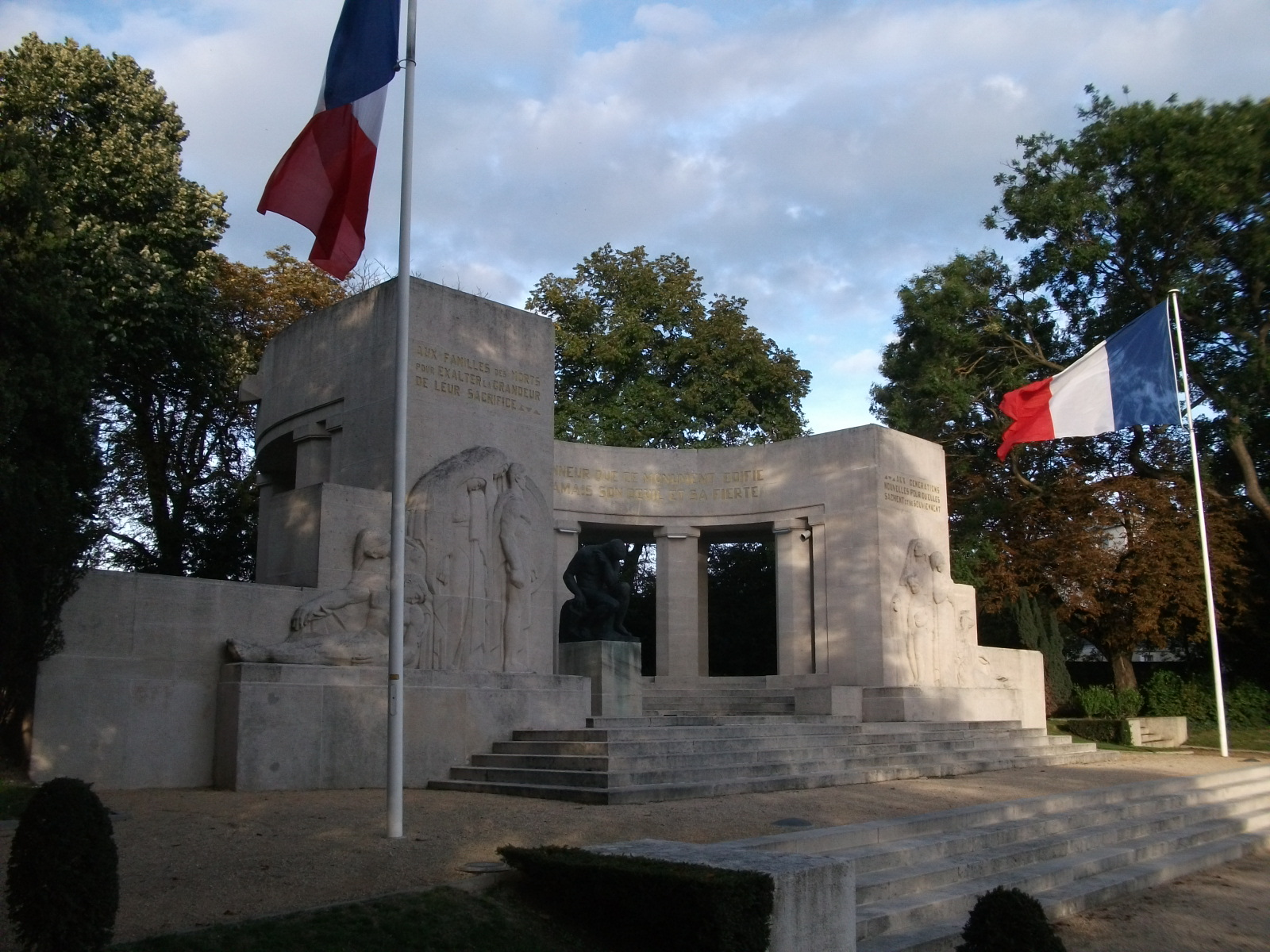
Monument aux morts.

Le square de la mission, est situé dans le quartier du centre de Reims. Il a été aménagé en 1921 avec, à l’origine, une croix, portée par 240 hommes haute de 19 mètres avec en dessous une grotte en forme de sépultures. Le lieu devient un lieu de pèlerinage jusqu’en 1930. La croix a été remplacée par un monument, inauguré le 1er juin 1930 par André Maginot, ministre de la Guerre, en présence du maréchal Pétain, de Paul Marchandeau, député-maire de Reims, et du cardinal Luçon, archevêque de Reims. La  Flamme du souvenir a été allumée par un grand mutilé accompagné de deux jeunes pupilles de la nation.
Ce monument aux morts de 14-18, qui inspire le recueillement, troublé en partie par la forte circulation, dégage une forte sérénité. La statue centrale, rappelle une autre très célèbre…
De ce square, s’ouvre une perspective, de gauche à droite, sur le Boulingrin, la Porte Mars, les promenades (haute et basse) et enfin le bâtiment du Champagne Charles Cazanove. 
Le square de la mission 1821 est accessible par boulevard Lundy et par place de la République.

### Square Colbert49° 15′ 30″ nord, 4° 01′ 33″ est

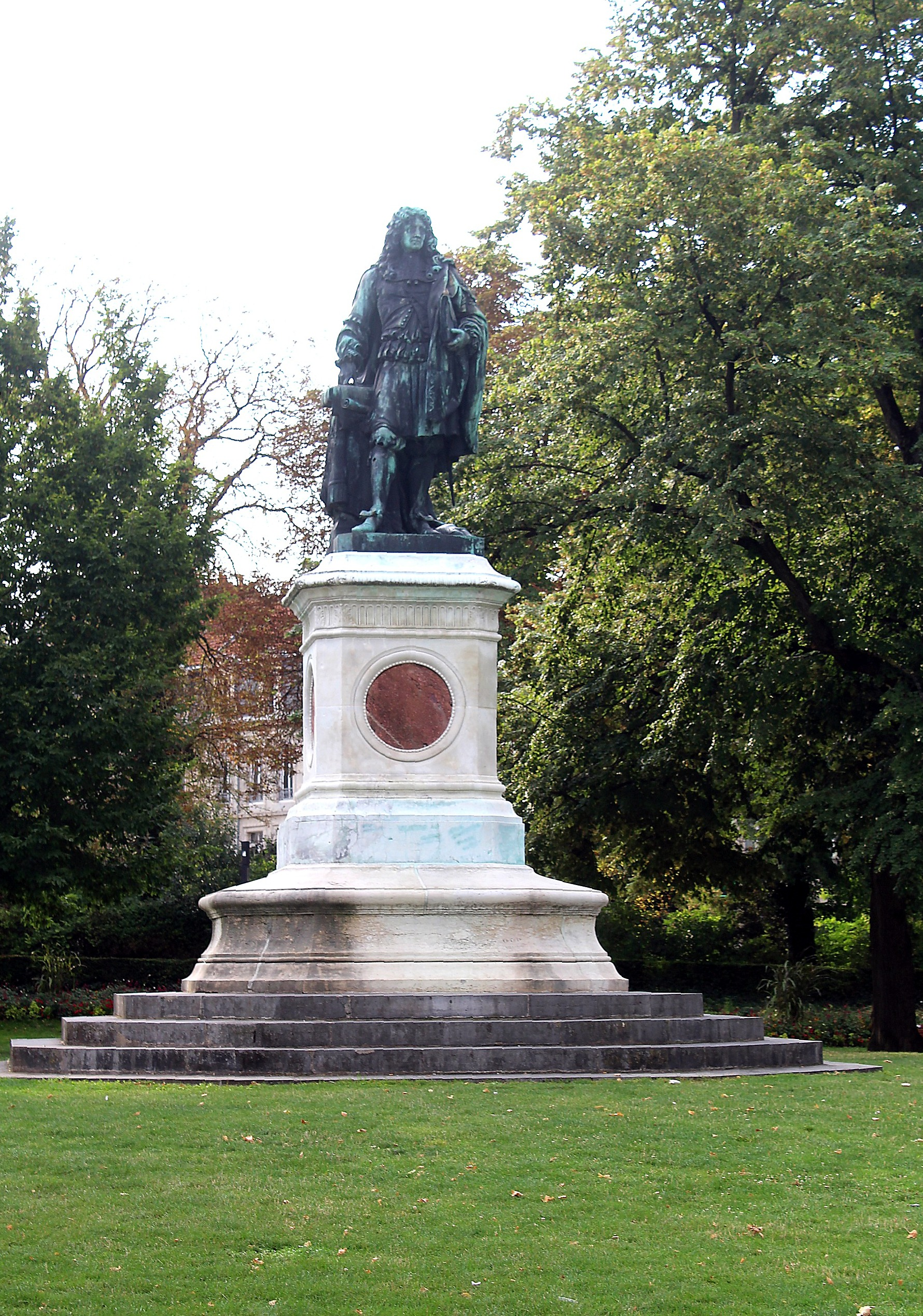
Square Colbert.

Le Square Colbert, d’une surface11 000 m2, est implanté dans le quartier du Centre Ville de Reims.
Situé face à la gare, le square Colbert fut aménagé « à l’Anglaise » en 1860 par Louis Sulpice Vare. 
Il est rénové en 2019, dans le cadre d’un plan global qui concerne également les Promenades Jean-Louis Schneiter et  les basses Promenades. Il contient des essences d’arbres remarquables (ginkgo, tulipier de Virginie, sophora du Japon, hêtre pourpre, araucaria) et un vaste fleurissement basé sur une collection de plantes vivaces. Un grand banc souligne l’allée circulaire. La statue de Jean-Baptiste Colbert, réalisée en 1860 par Eugène Guillaume, prend place au centre du square.
Il est accessible par la place de la gare, le boulevard Louis-Roederer, le Boulevard Foch.

### Square des Victimes de la Gestapo49° 15′ 14″ nord, 4° 01′ 34″ est

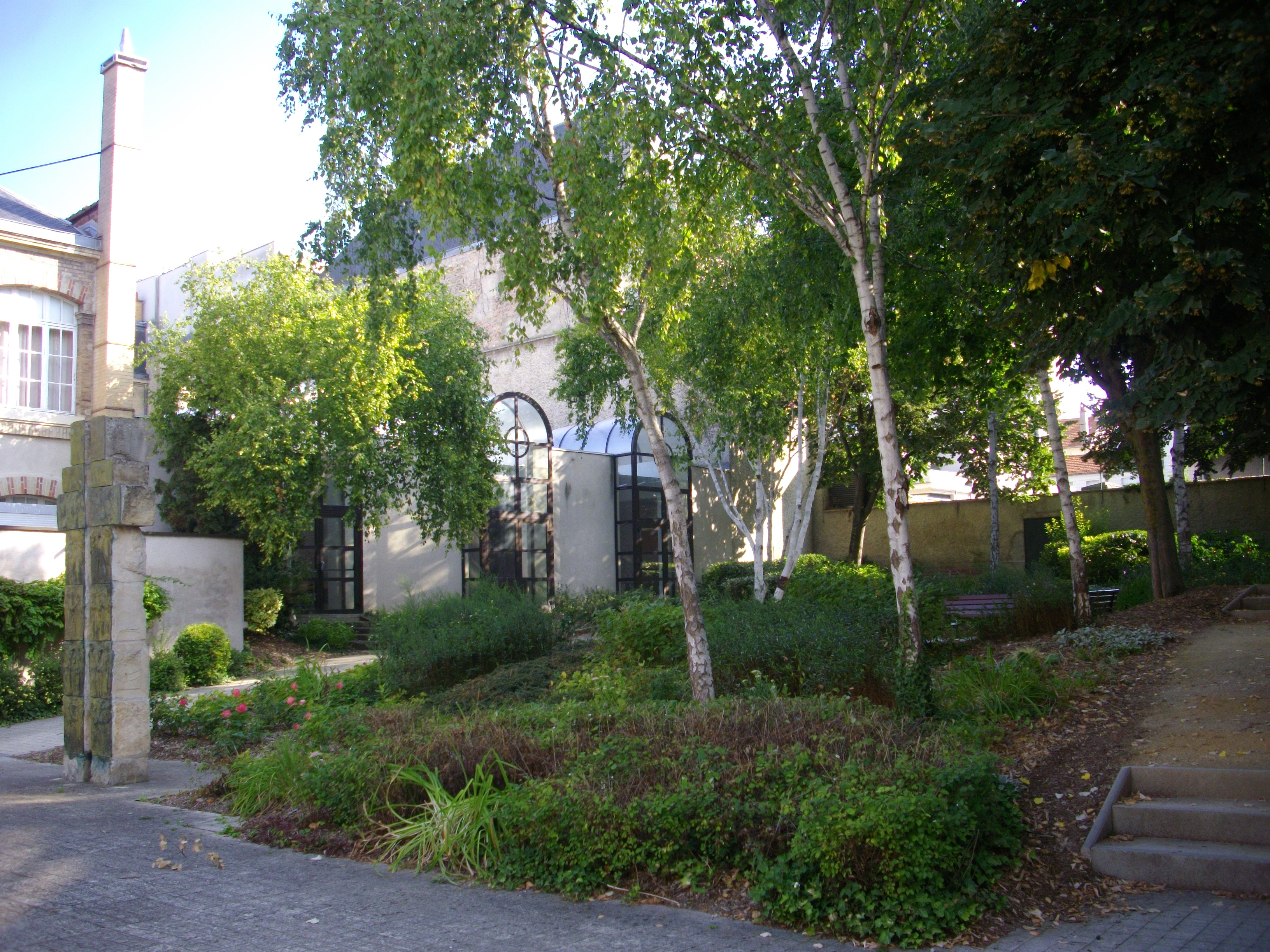
Square des victimes de la Gestapo.

Le Square des Victimes de la Gestapo a une superficie de 1 000 m2. Il fait partie du périmètre du quartier Centre Ville de Reims. Il a été réalisé en 1987 , sur l’emplacement de l’ancienne maison de la Gestapo, démolie en 1986, dont un pan de mur a été conservé. Il comprend des plantations variées, des pergolas. Outre les espèces végétales, un bassin avec jets d'eau est situé au centre du parc. Une sculpture de Patrice Alexandre « Le Champ d’Émotion », qui rappelle la Croix de Lorraine, symbole de la Résistance est située à l'entrée du square. Un mur est recouvert de plaques commémoratives nominatives qui proviennent des plaques apposées sur les façades des maisons rémoises à l'initiative de la ville de Reims à la fin de la guerre. Elles proviennent des maisons qui ont fait l'objet de travaux de ravalement, d'extension ou de démolition qui risquaient de les faire disparaître. Une plaque commémorative est spécifique en Hommage aux martyrs de la résistance. Le square a été inauguré le 30 août 1987.  Le square est accessible depuis  le 18 de la rue Jeanne-d’Arc.

### Square des Cordeliers49° 15′ 18″ nord, 4° 02′ 17″ est

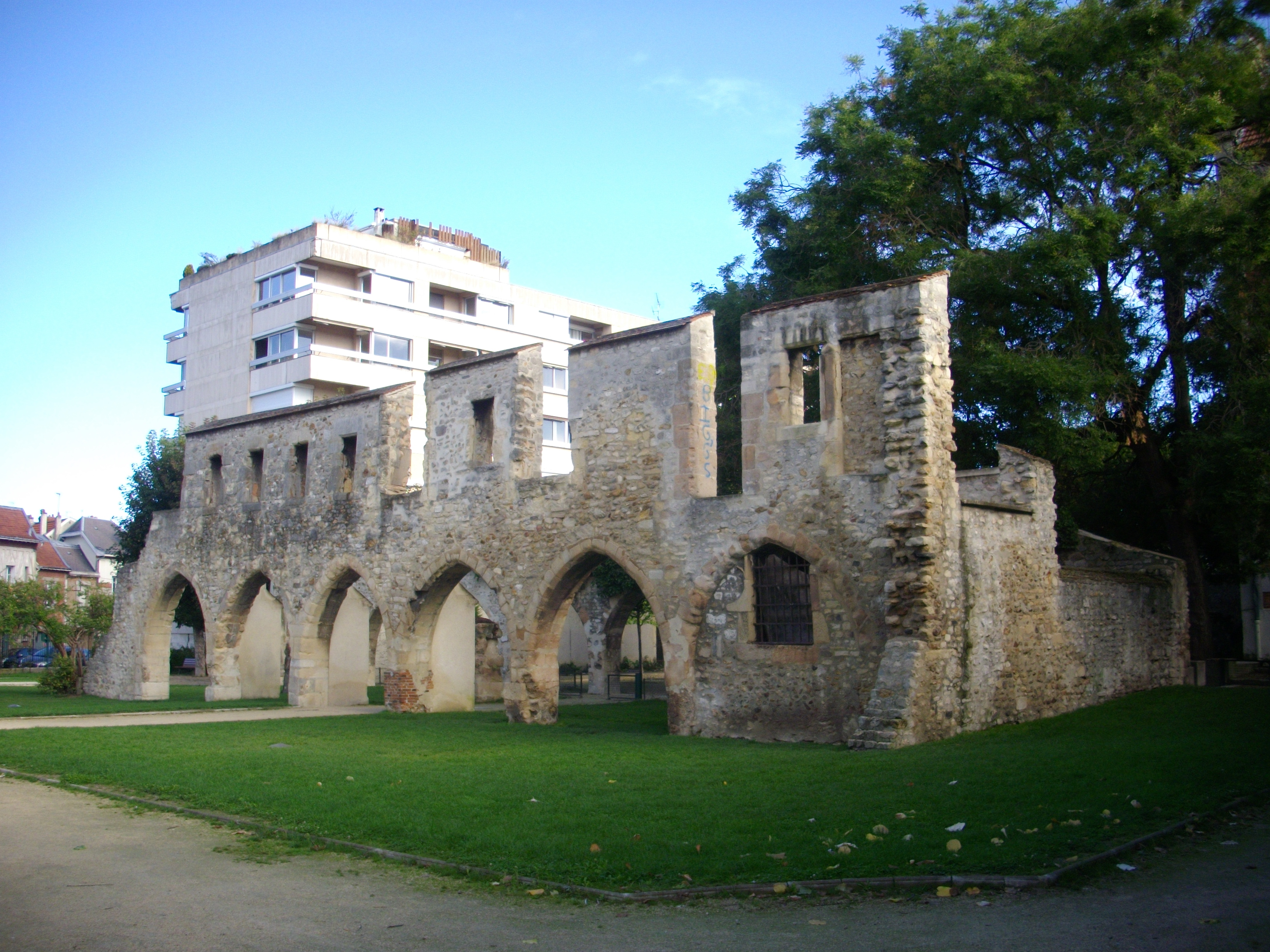
Square du couvent des Cordeliers.

Le Square des Cordeliers, d’une surface 2 385 m2, est implanté dans le quartier du centre-ville de Reims. Le square, proche de la Cathédrale, a été créé dans les années 1920 dans le cadre du plan de reconstruction de Reims (application partielle du plan imaginé par George Burdett Ford).
Il est situé sur l’emplacement de l’église et de l’ancien couvent des Cordeliers dont il reste quelques vestiges. Il est accessible par la rue Voltaire ou par la rue des Trois-Raisinets.

### Square Charles Sarrazin49° 15′ 26″ nord, 4° 02′ 04″ est

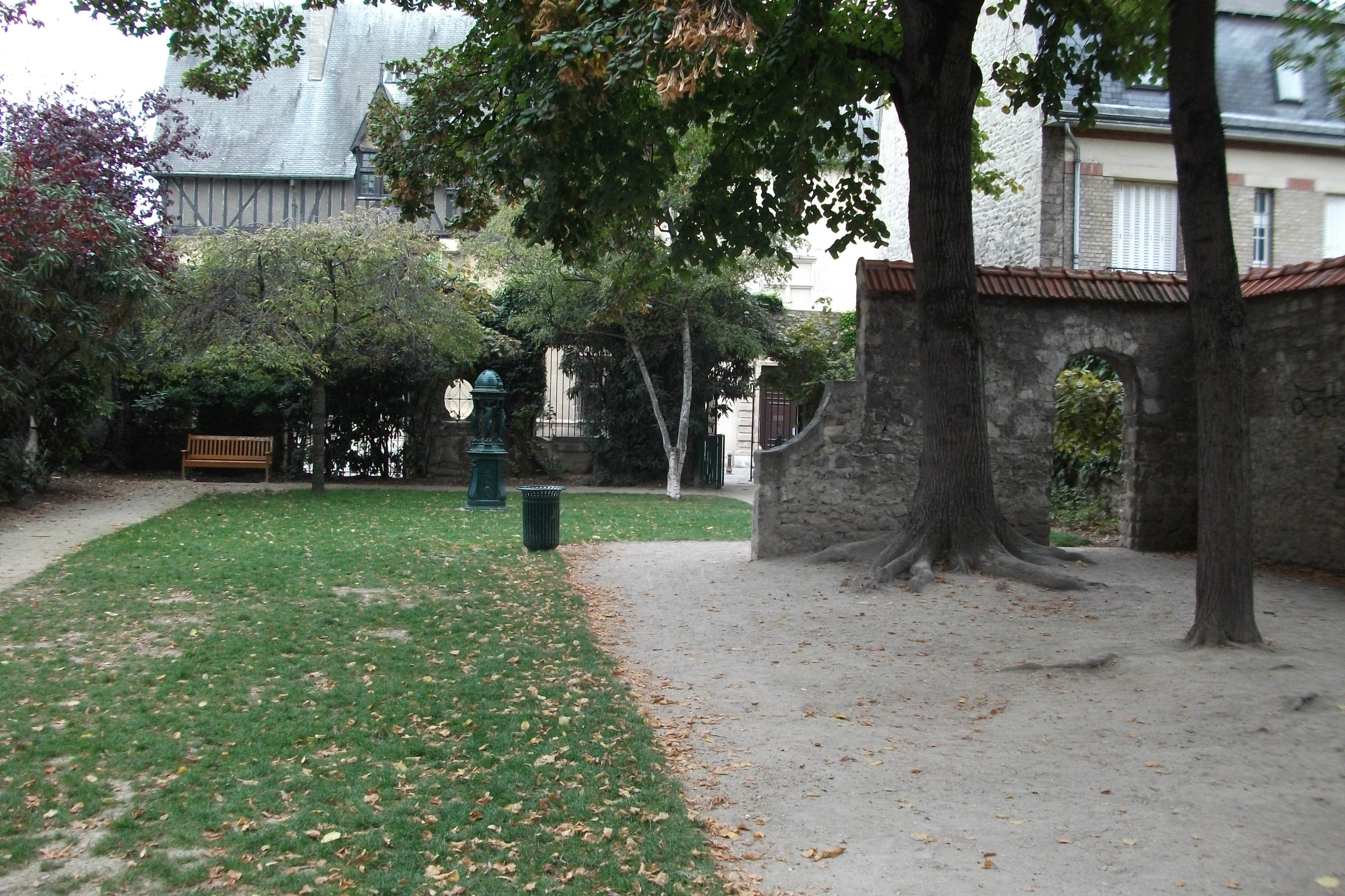
Square Charles Sarrazin

Le square Charles Sarrazin a une superficie de 780 m2. Ce square est aménagé sur le site de la maison natale de Noël Antoine Pluche (1688).
Ce square, en pleine ville, est très tranquille. Les murs qui l’entourent, la haie et la rangée d’arbres les longs de la rue Pluche l’isolent des bruits d’une rue qui est d’ailleurs peu passante.
Ils disposent de nombreux bancs pour s'installer, et de jeux pour les enfants. Une fontaine de type Wallace, non alimentée en eau, agrément le site. L'endroit avec ses coins et recoins ne présente pas de vastes étendues ce qui lui donne un côté chaleureux. En face du square se trouve le musée Le Vergeur et à proximité la place du Forum avec sa place très animée en période touristique et le  Cryptoportique monument romain. Il est accessible depuis la rue du Marc.

### Square Henri Deneux49° 15′ 13″ nord, 4° 02′ 07″ est

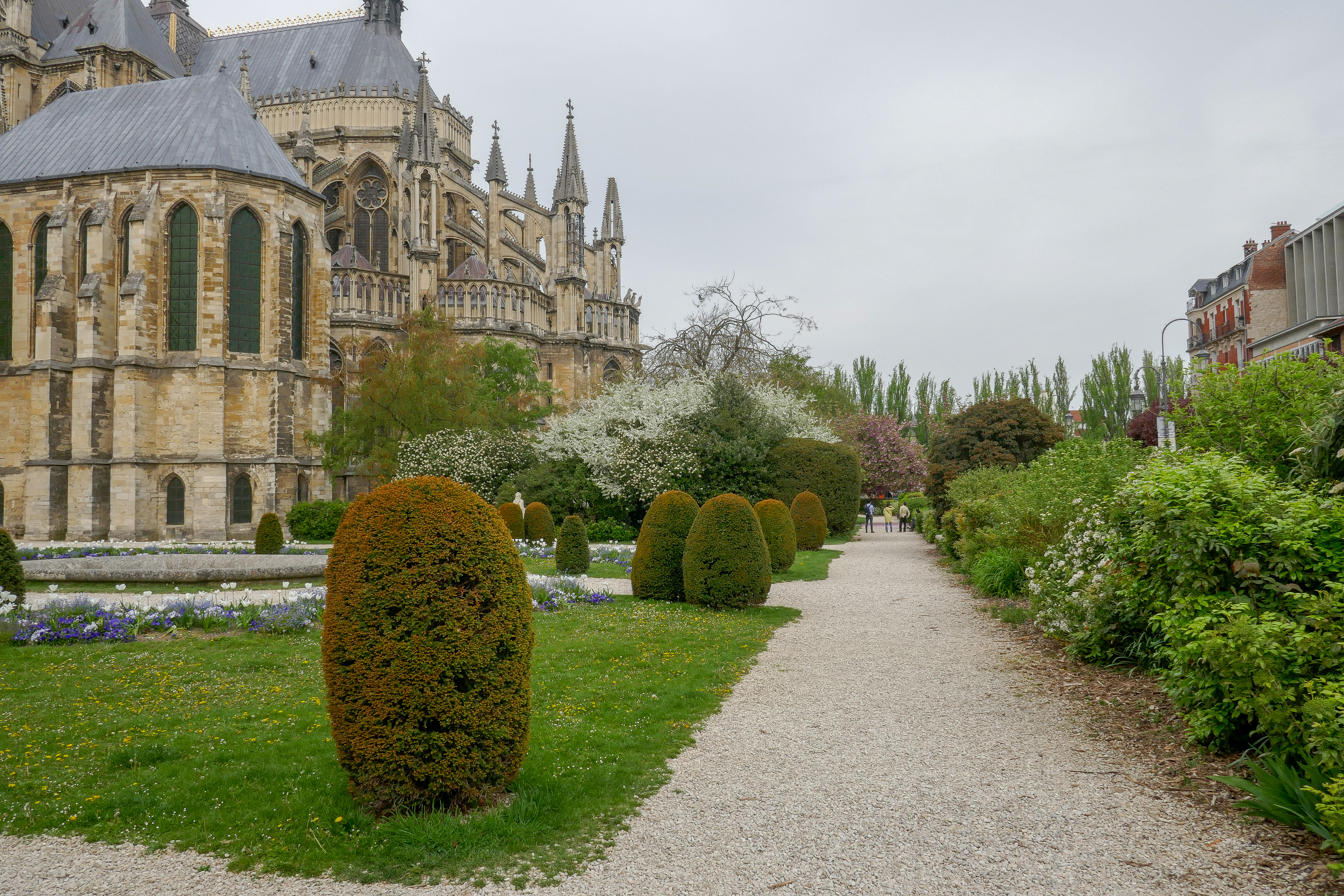
Square Henri Deneux

Ce Square a une superficie de 6 200 m2. Il est situé dans le quartier du centre-ville de Reims. Ce square très calme, situé à l'arrière de la Cathédrale Notre-Dame de Reims et du Palais du Tau, offre un lieu de repos particulièrement apprécié des touristes et des Rémois. La partie à l’arrière du palais du Tau est traitée en partie classique (dit aussi régulier), soit un jardin qui recherche une perfection formelle dans les alignements et qui soit susceptible de créer un aspect théâtral. Il porte, depuis 2011, le nom de l’architecte rémois qui a travaillé avec passion dans la reconstruction de la cathédrale au lendemain de la Grande Guerre, Henri Deneux en remplacement de « Jardin du chevet de la cathédrale ». 
Le buste d’Henri Deneux, installé dans le jardin qui porte son nom, situé à l’arrière du Palais du Tau et du chevet de la cathédrale, est inauguré le 24 juin 2017, jour d’inauguration de la Grande Rose restaurée de la cathédrale. Le Square Henri Deneux est accessible par le cours Anatole France ou par la place Carnegie.
Il fait partie d’une promenade classique qui consiste à visiter successivement, Le jardin Henri Deneux, 

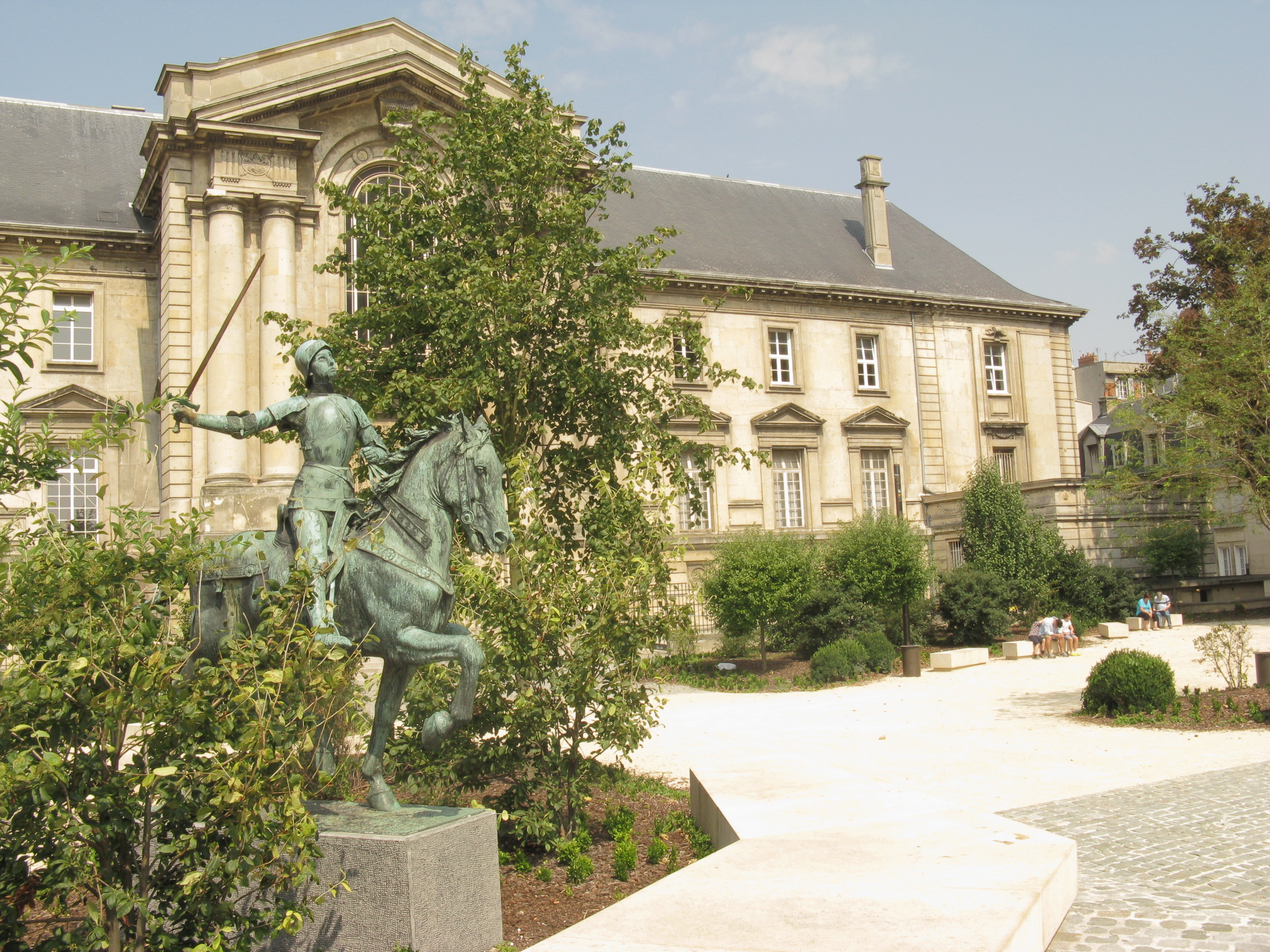
Square du Palais de Justice

Le square du Palais de justice, puis le Jardin du Musée des Beaux-Arts, puis le Square René et Henri Druart, puis le Square des Jacobins et finir par le square des Capucins.

### Square du Palais de justice49° 15′ 14″ nord, 4° 01′ 56″ est
Le square du Palais de justice a une superficie de 2 700 m2 et est situé entre le Palais de justice et la Cathédrale Notre Dame de Reims. Il fait partie du périmètre du quartier centre ville de Reims. Il a été réalisé dans le cadre du plan de reconstruction de Reims (application partielle du plan imaginé par George Burdett Ford. Il a été réaménagé par le paysagiste rémois Jean-Marie Amelin en 2005. La végétation repose exclusivement sur des végétaux persistants. Les bancs en pierre massif sont en cohérence avec la bordure de la place du Cardinal Luçon. La reproduction de la statue équestre de Jeanne d’Arc de Paul Dubois  (1895), placée en bordure de ce square « regarde » la Cathédrale Notre Dame de Reims. 
Le square est dans un secteur piétonnisé et accessible depuis la rue Tronson-du-Coudray, la rue Rockefeller, la rue du Trésor et la rue Robert de Coucy. 
Il fait partie d’une promenade classique qui consiste à visiter successivement, Le jardin Henri Deneux, 
Le square du Palais de justice, puis le Jardin du Musée des Beaux-Arts, puis le Square René et Henri Druart, puis le Square des Jacobins et finir par le square des Capucins.

### Square René et Henri Druart49° 15′ 08″ nord, 4° 01′ 53″ est

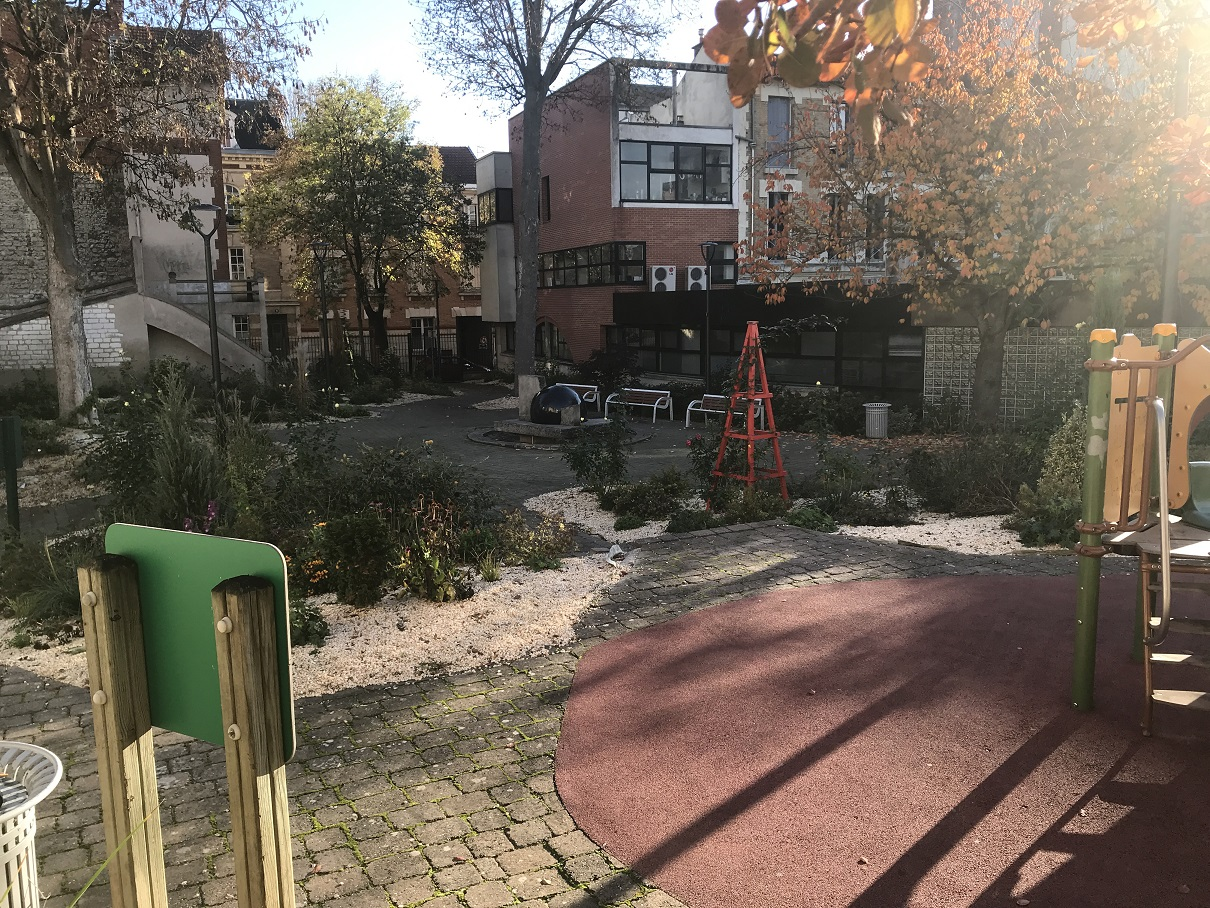
Square René et Henri Druart.

Le square René et Henri Druart, d’une surface 1 270 m2 est situé dans le quartier du Centre Ville en cœur d'îlot. Il est situé à l’emplacement de l’ancien cimetière du Bourg Saint Denis. Il a été aménagé en 1991. Il est dédié à deux anciens présidents de l’académie nationale de Reims qu’ont été René Druart (1888,1961) et Henri Druart (1902,1979). Il abrite des rosiers, des conifères, des plantes vivaces, des graminées et autres plantes grimpantes. Dans le cadre de son aménagement, une fontaine originale fut installée. Il comporte deux aires de jeux destinées aux enfants. Il accepte les chiens tenus en laisse. Il est accessible soit par la rue Libergier, soit par la rue Chanzy ou encore soit par la rue Hincmar.
Il fait partie d’une promenade classique qui consiste à visiter successivement, le jardin Henri Deneux, le square du Palais de justice, puis le Jardin du Musée des Beaux-Arts, puis le Square René et Henri Druart, puis le Square des Jacobins et pour finir par le square des Capucins.

### Square des Jacobins49° 15′ 06″ nord, 4° 01′ 54″ est

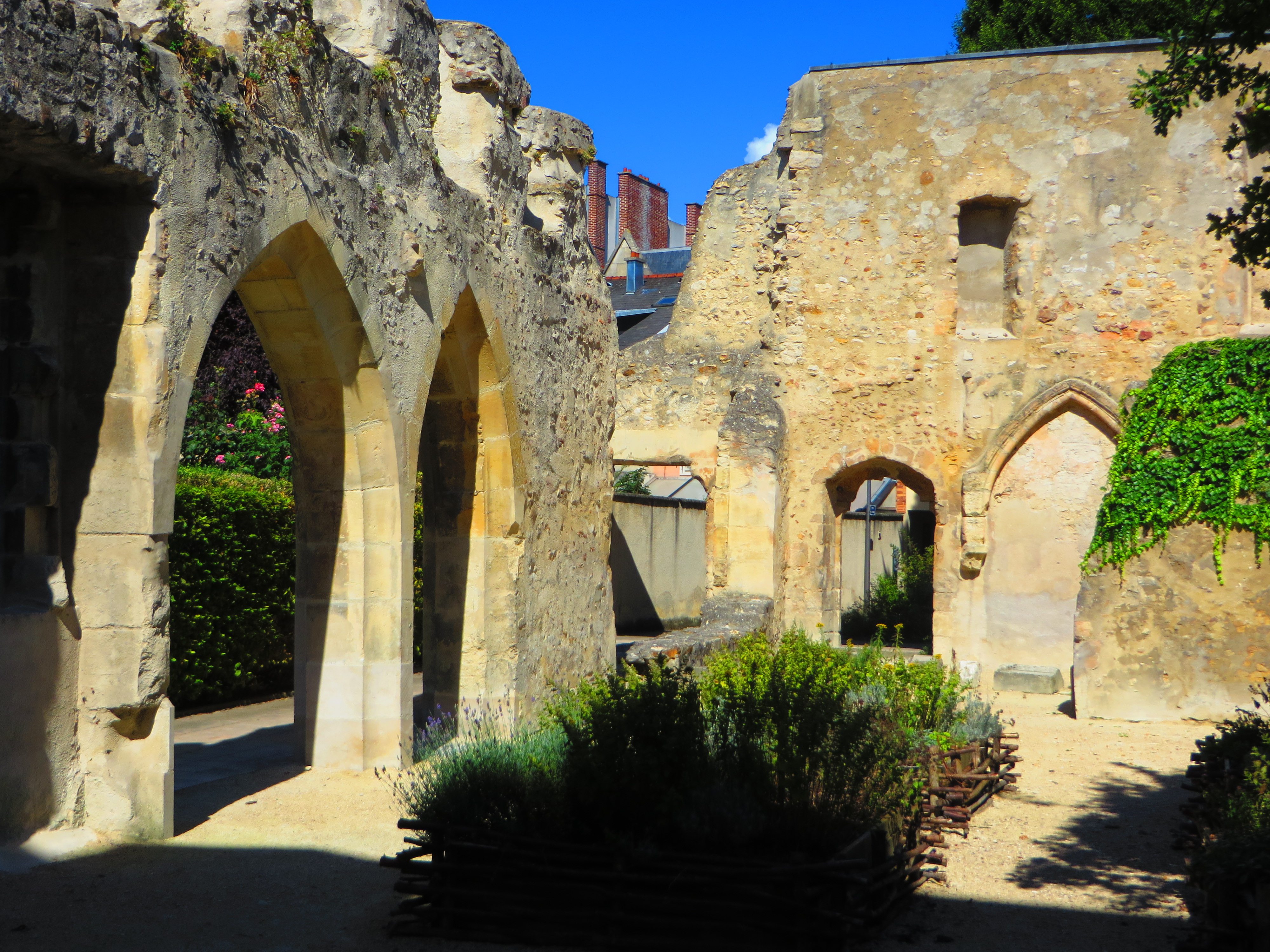
Square des Jacobins

Le square des Jacobins est implanté dans le quartier du Centre Ville en cœur d'îlot. Il est situé sur les ruines du Couvent des Jacobins (datant du XIVe siècle). Le square des Jacobins fut aménagé en 1984. Malgré le faible végétal, l’endroit se révèle être reposant par la présence des ruines du couvent des Jacobins qui sont visibles dans le square coté rue des Jacobins. Les chiens sont autorisés s'ils sont tenus en laisse. Il est accessible par la rue Hincmar, en passant sous un porche situé entre le n11 et le n°11 Bis, et par la rue des Jacobins.
Il fait partie d’une promenade classique qui consiste à visiter successivement, Le jardin Henri Deneux, 
Le square du Palais de justice, puis le Jardin du Musée des Beaux-Arts, puis le Square René et Henri Druart, puis le Square des Jacobins et finir par le square des Capucins.

### Square des Capucins49° 15′ 02″ nord, 4° 01′ 54″ est

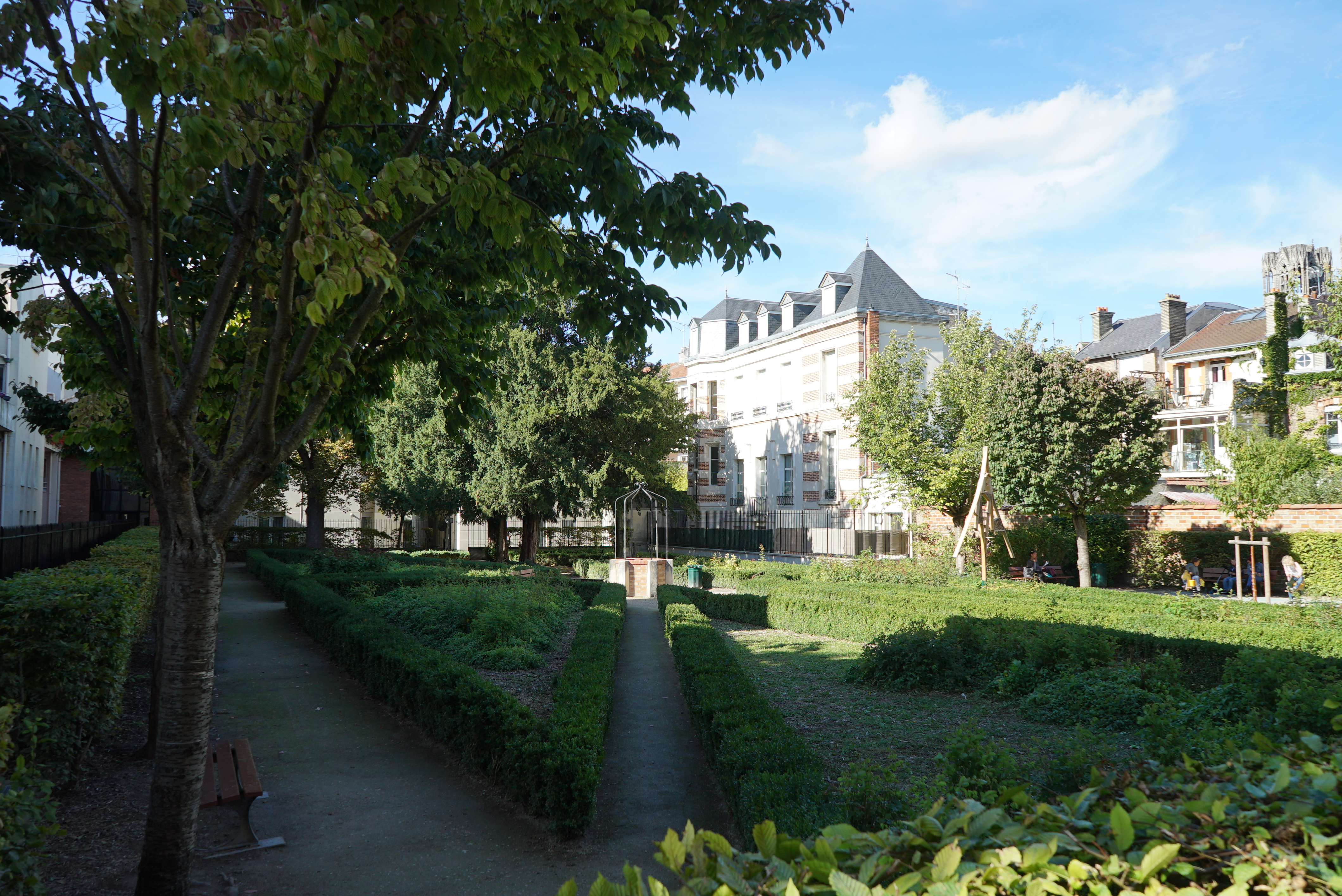
Square des Capucins

Le square des Capucins a une superficie de 1 480 m2.
Il est dans situé dans le quartier Centre-Ville de Reims, en cœur d'îlot, sur le site de l’abbaye des Capucins. Il a été fut aménagé en 1995. Le dessin du square des Capucins est inspiré des jardins médiévaux. Des massifs de roses anciennes sont délimités par des bordures d'ifs rayonnants à partir d’un faux puits central. Il comporte deux aires de jeux destinées aux enfants et un composteur partagé.
Le square est accessible depuis le n°16 rue Boulard en passant sous un porche entre les N° 12 et 14.
Il fait partie d’une promenade classique qui consiste à visiter successivement, Le jardin Henri Deneux, 
Le square du Palais de justice, puis le Jardin du Musée des Beaux-Arts, puis le Square René et Henri Druart, puis le Square des Jacobins et finir par le square des Capucins.

### Autres Squares
(liste non exhaustive)
- Square de la Liberté 49° 17′ 04″ nord, 4° 00′ 23″ est
- Square Sylvain Consdorff 49° 14′ 29″ nord, 4° 02′ 01″ est
- Square Paul Machuel 49° 14′ 34″ nord, 4° 01′ 57″ est
- Square docteur Chevrier 49° 15′ 35″ nord, 4° 02′ 28″ est
- Square Gustave Laurent 49° 15′ 14″ nord, 4° 03′ 09″ est
- Square Jean Machet 49° 15′ 45″ nord, 4° 03′ 19″ est
- Square Sidi Bel Abbès 49° 16′ 03″ nord, 4° 04′ 12″ est
- Square des Épinettes 49° 15′ 58″ nord, 4° 04′ 11″ est
- Square Place Auguste Blanqui 49° 15′ 58″ nord, 4° 02′ 42″ est
- Square rue de Canterbury 49° 14′ 03″ nord, 4° 02′ 05″ est
- Square Éric Tabarly 49° 13′ 36″ nord, 4° 02′ 06″ est
- Square porte de Paris 49° 14′ 57″ nord, 4° 00′ 57″ est
- Square rue de Tinqueux 49° 14′ 59″ nord, 4° 00′ 39″ est
- Square Nathalie d’Esterno 49° 15′ 07″ nord, 4° 03′ 20″ est
- Square Demaison 49° 14′ 53″ nord, 4° 03′ 47″ est
- Square d’Aix-la-Chapelle 49° 15′ 12″ nord, 4° 03′ 45″ est
- Square Sadi Lecointe 49° 15′ 18″ nord, 4° 03′ 57″ est
- Square rue de Cernay 49° 15′ 30″ nord, 4° 03′ 19″ est
- Square Jantzy 49° 14′ 51″ nord, 4° 02′ 39″ est
- Square Ponsardin 49° 14′ 52″ nord, 4° 02′ 37″ est
- Square du Vieux Port 49° 14′ 44″ nord, 4° 01′ 56″ est
- Square des Moulins 49° 14′ 45″ nord, 4° 02′ 14″ est
- Square Michel Ange 49° 16′ 04″ nord, 4° 00′ 44″ est
- Square Jean-Baptiste Corot 49° 16′ 15″ nord, 4° 00′ 47″ est
- Square René Dumont 49° 16′ 12″ nord, 4° 00′ 59″ est
- Square Alexandre Henrot 49° 15′ 52″ nord, 4° 00′ 56″ est
- Square des Frères Prot 49° 16′ 17″ nord, 4° 01′ 10″ est
- Square Henri Jolicoeur souvent dénommé Square Saint-Thomas 49° 15′ 55″ nord, 4° 01′ 31″ est
- Square Jan Palach  49° 15′ 39″ nord, 4° 00′ 56″ est
- Square Henri Lecompte 49° 16′ 34″ nord, 4° 00′ 50″ est
- Square Laon - Belges 49° 16′ 30″ nord, 4° 01′ 02″ est
- Square de la Canetière 49° 17′ 14″ nord, 4° 00′ 13″ est
- Square Saint-Jean 49° 17′ 21″ nord, 4° 00′ 20″ est
- Square de la Hachette 49° 17′ 10″ nord, 4° 00′ 49″ est
- Square des Tondeurs 49° 16′ 59″ nord, 4° 00′ 47″ est
- Square Paul Vieille 49° 17′ 00″ nord, 4° 01′ 31″ est
- Square Charles Péguy - Jacques Cellier 49° 16′ 57″ nord, 4° 01′ 50″ est
- Square Jean-marcel Mourlanne 49° 16′ 31″ nord, 4° 01′ 56″ est
- Square Berthe Aubert et Fernande Mondet (Résistantes, membres du réseau Possum[10]) 49° 16′ 07″ nord, 4° 01′ 47″ est
- Square des Droits de l’enfant 49° 14′ 31″ nord, 4° 00′ 07″ est
- Square rue George Sand 49° 14′ 27″ nord, 4° 00′ 00″ est
- Square du docteur Billard 49° 14′ 12″ nord, 4° 00′ 23″ est
- Square Léon Blum 49° 13′ 31″ nord, 4° 00′ 29″ est
- Square Jacques Simon 49° 13′ 26″ nord, 4° 00′ 48″ est
- Square Joliot-Curie 49° 13′ 40″ nord, 4° 00′ 02″ est
- Square Georges Méliès 49° 12′ 50″ nord, 4° 01′ 46″ est
- Square André Gide 49° 13′ 10″ nord, 4° 01′ 51″ est
- Square Clément Marot 49° 13′ 19″ nord, 4° 01′ 59″ est
- Square de Verzy et Abords de Sainte-Clotilde 49° 14′ 17″ nord, 4° 02′ 01″ est
- Square Joséphine Baker [11] 49° 16′ 49″ nord, 4° 01′ 32″ est

## Places fleuries et arborées
La ville comprend de nombreuses places fleuries et arborées (liste non exhaustive) :

### Place Amélie Doublié49° 16′ 00″ nord, 4° 01′ 49″ est
Le centre de la place Amélie Doublié, d’une surface de 1650 m2 est une place rectangulaire, bordée de grands arbres sur son pourtour et  dédiée  exclusivement aux piétons. Elle a fait l’objet d’une rénovation complète en concertation avec les habitants via le conseil de quartier (160 000 € de travaux).  Elle comporte des aménagements destinés aux enfants et adultes (Aire de jeux, terrain de boule) et une aire canine. 
Elle est accessible par la rue Mennesson Tonnelier (Bus : ligne 4 - arrêt Saint-Benoît).

### Moyens d'accès aux autres Places
| Place                    | Localisation                            | Surface (m2) | Bus                                                                      | Tram                         | Coordonnées                      |  |
| ------------------------ | --------------------------------------- | ------------ | ------------------------------------------------------------------------ | ---------------------------- | -------------------------------- |  |
| Place Nicolas Bergier    | rue Nicolas Bergier                     | 1740         | ligne 5 - arrêt Gobelins                                                 |                              | 49° 15′ 36″ nord, 4° 03′ 11″ est |  |
| Place Dauphinot          | boulevard Dauphinot, avenue Jean Jaurès | 4030         | lignes 5 et 11 - arrêt cimetière de l’Est                                | Néant                        | 49° 15′ 49″ nord, 4° 03′ 25″ est |  |
| Place Charles Lepagnol   | Place Charles Lepagnol                  | 4000         | lignes 9 et 12 – arrêt Phéniciens                                        | Néant                        | 49° 13′ 42″ nord, 4° 02′ 41″ est |  |
| Place du 11 Novembre     | Place du 11-Novembre                    | 6800         | ligne 3 - arrêt Bons Enfants                                             | Néant                        | 49° 14′ 54″ nord, 4° 03′ 24″ est |  |
| Place Verte              | boulevard Charles Arnould               | 700          |                                                                          | A et B - arrêt Danton-Rauseo | 49° 16′ 10″ nord, 4° 01′ 13″ est |  |
| Place de la Liberté Neuv | rue de la Liberté-Neuvilette            | 1030         | Lignes 3 et 14 - arrêt Pierre-Curie 94                                   |                              | 49° 17′ 04″ nord, 4° 00′ 23″ est |  |
| Place Hélène Boucher     | rue Foulquart                           | 210          | lignes 14 et 18 - arrêt Trois Fontaines et ligne 3 - arrêt Cité Gauthier |                              | 49° 16′ 39″ nord, 4° 00′ 48″ est |  |
| Place Pierre de Fermat   |                                         | 11000        |                                                                          | A et B - arrêt De Fermat 102 | 49° 16′ 45″ nord, 4° 01′ 15″ est |  |
| Place Luton              | rue de Neufchâtel                       | 1340         | ligne 4 - arrêt Luton                                                    | A et B – arrêt Danton-Rauseo | 49° 16′ 14″ nord, 4° 01′ 33″ est |  |
| Total                    | Total                                   | 32500        |                                                                          |                              |                                  |  |

## Autres
(liste non exhaustive)

### Jardin de simples49° 14′ 19″ nord, 4° 03′ 12″ est

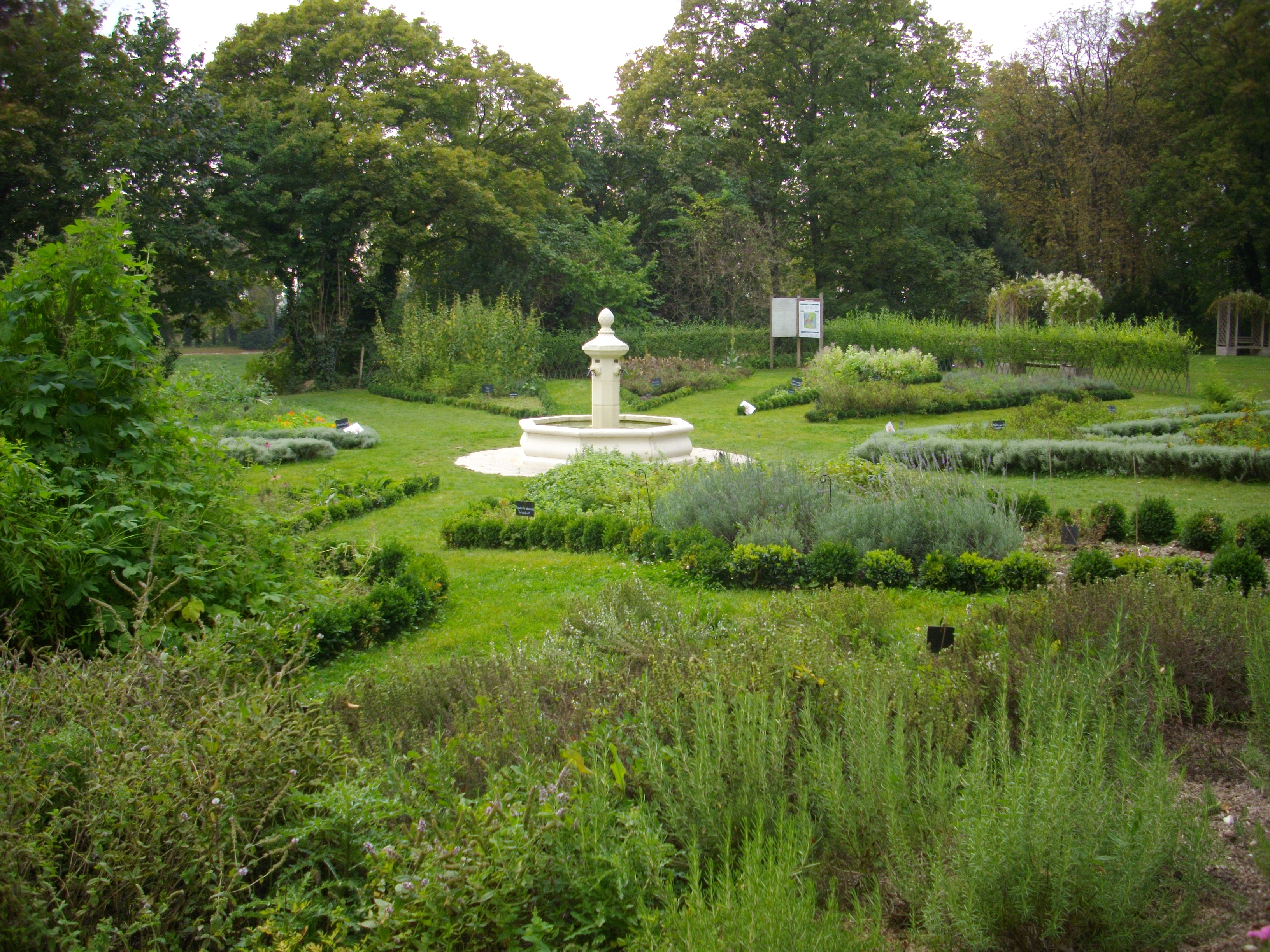
Jardin de simples

Le jardin de simples est un jardin de plantes médicinales situé à l’intérieur du parc de Champagne (ex Pommery). Celui du parc de Champagne propose des plantes bénéfiques pour le système nerveux, respiratoire, digestif et l'usage dermatologique. 
Il comporte des plantes sauvages souvent prises comme des "mauvaises herbes" alors que certaines d’entre elles comme l'ortie, le plantain, le lierre terrestre, la pulmonaire, la saponaire possèdent des vertus très intéressantes. Il est accessible par l’avenue du général Giraud (n°10).

### Jardin du musée Le Vergeur49° 15′ 25″ nord, 4° 02′ 02″ est

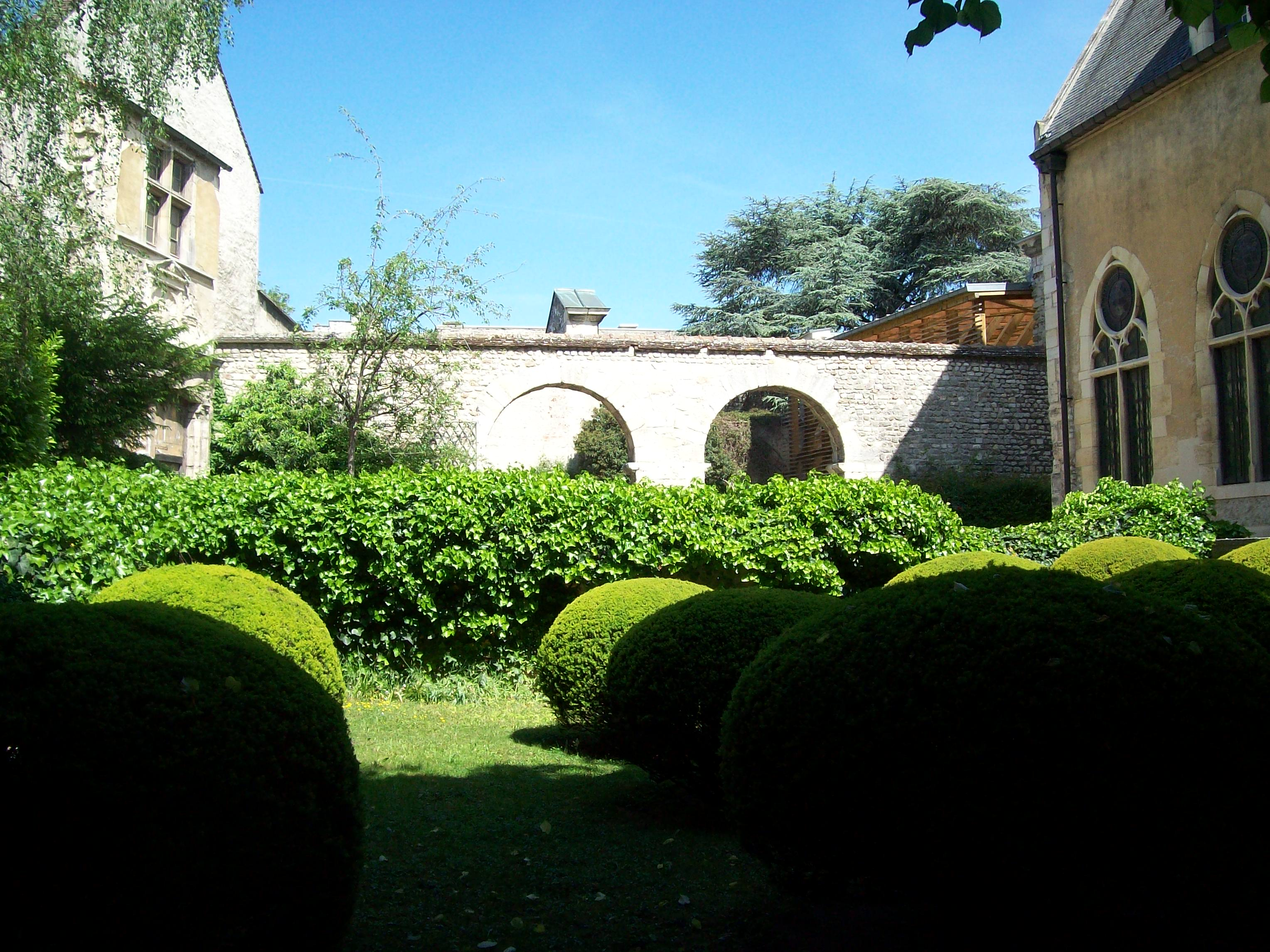
Jardin du musée Le Vergeur

Le Jardin du musée Le Vergeur est un jardin à l'ancienne mais aussi un conservatoire d'architecture. De nombreuses parties de bâtiments rémois détruits ont été démontées et remontées dans ce jardin.
Il comporte un poirier Rousselet, un fau dit tortillard de la forêt de Verzy ainsi qu'un cèdre rapporté par Hugues Krafft de son voyage en Tunisie.

### Autres jardins autres que familiaux ou partagés
- Allée des Tilleuls 49° 14′ 40″ nord, 4° 01′ 55″ est

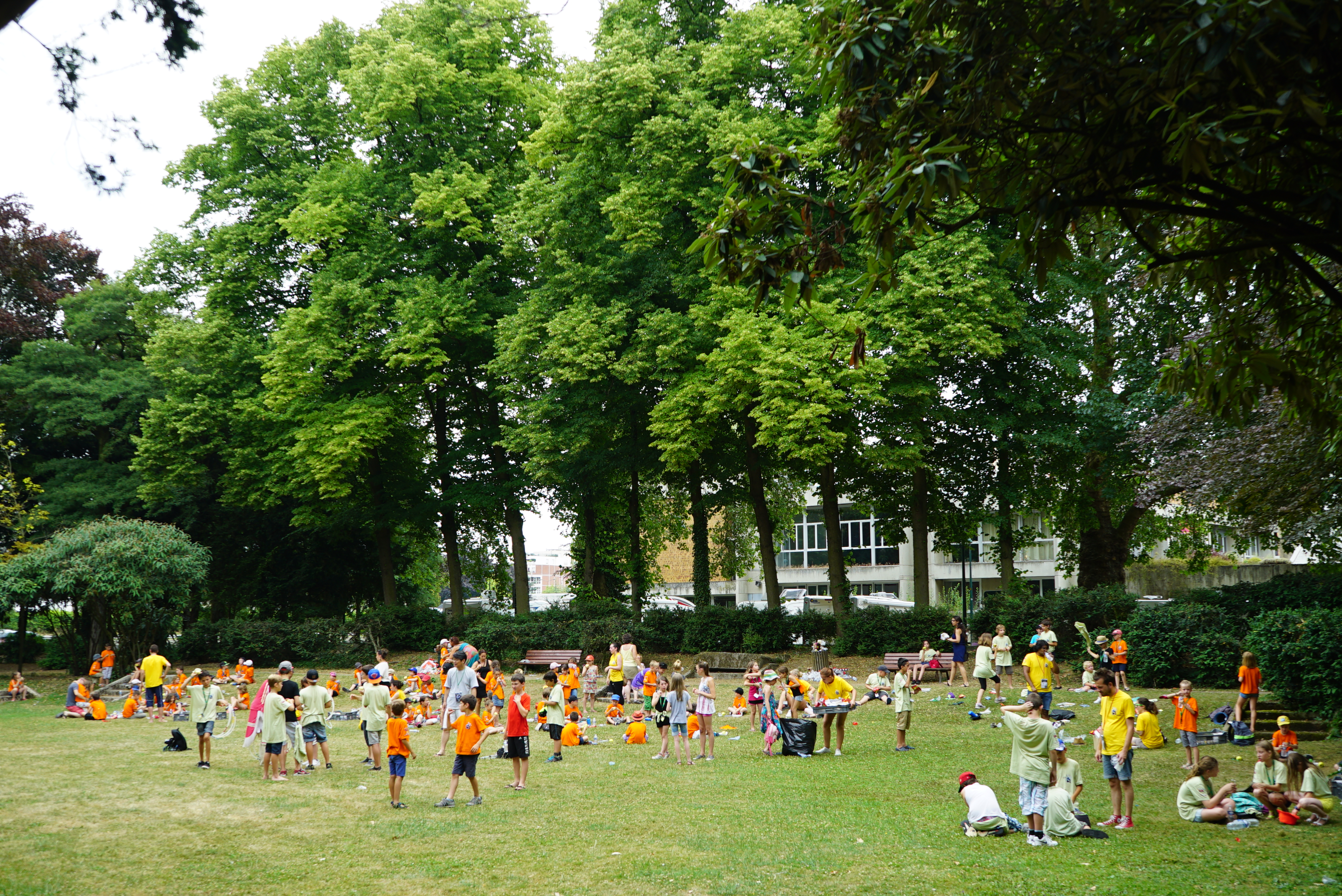
Arboretum du Val de Vesle.

- Berges du canal et du Vieux Port 49° 14′ 56″ nord, 4° 01′ 33″ est
- Arboretum du Val de Vesle 49° 15′ 01″ nord, 4° 01′ 16″ est
- Promenades Jean-Louis Schneiter (sites et monuments)
- Basses Promenades (sites et monuments)
- Cour de l’ancien collège des jésuites 49° 14′ 47″ nord, 4° 02′ 26″ est
- Cimetière de La Neuvillette 49° 17′ 25″ nord, 4° 00′ 47″ est
- Terrain rue de la Maladrerie 49° 16′ 12″ nord, 4° 03′ 22″ est
- Esplanade des Capucins 49° 14′ 36″ nord, 4° 02′ 17″ est
- Espace de loisirs Orgeval 49° 17′ 03″ nord, 4° 01′ 21″ est
- Promenade avenue d’Épernay
- Promenade du Peignage 49° 15′ 36″ nord, 4° 03′ 35″ est
- Mail Joliot Curie
- Esplanade Les Masques 49° 13′ 02″ nord, 4° 01′ 22″ est
- Coulée verte (Reims)
- Esplanade Fléchambault 49° 14′ 32″ nord, 4° 02′ 19″ est

### Jardins familiaux

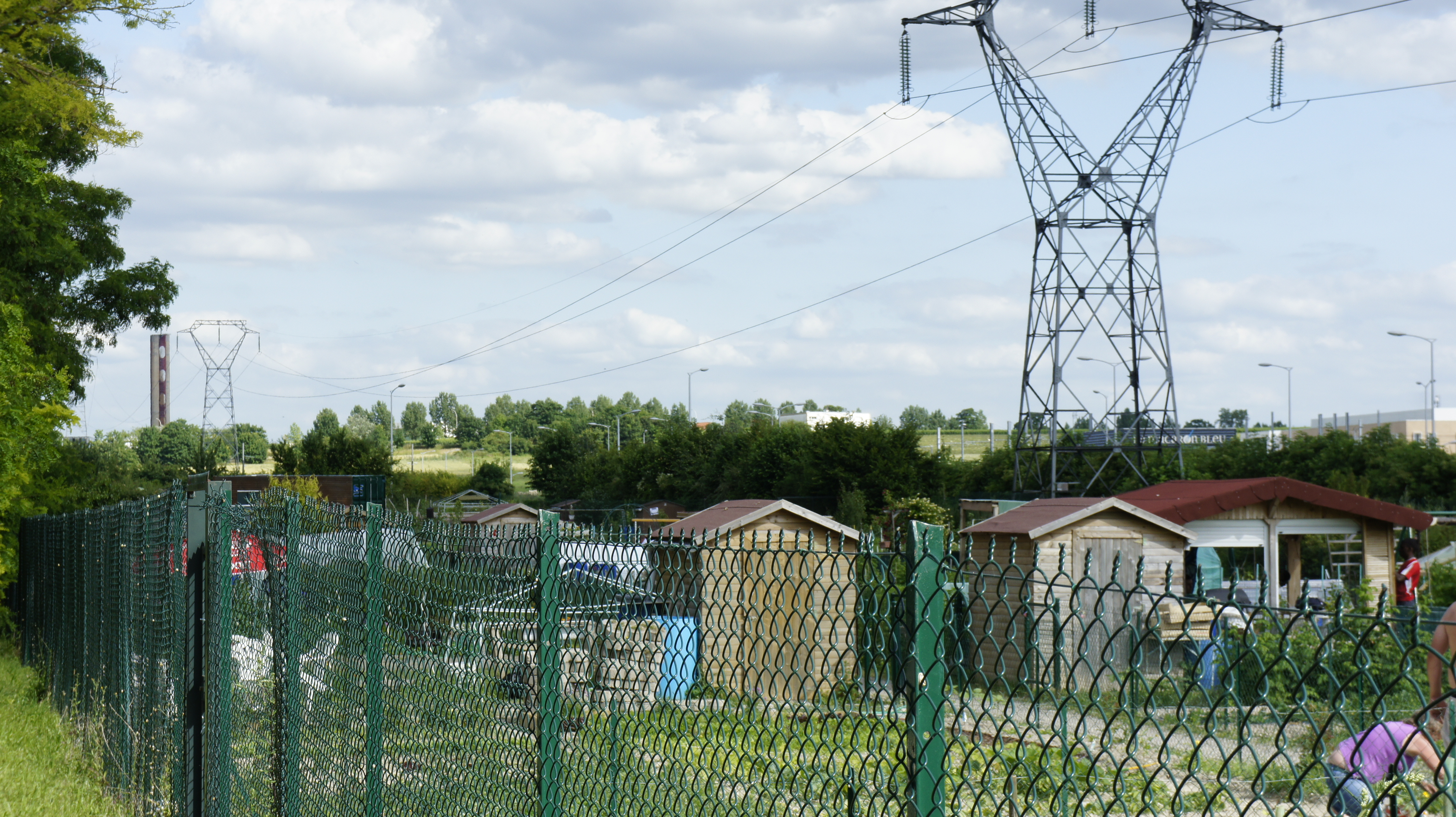
Jardins familiaux de la rue Frédéric-et-Irène-Joliot-Curie.

Les jardins familiaux (historiquement jardins ouvriers), sont des parcelles de terrain mises à la disposition des habitants par la municipalité de Reims  ou par les bailleurs sociaux. Ces parcelles  sont affectées le plus souvent à la culture potagère. Les associations (voir ci-dessous avec le nombre des parcelles), par site, gèrent les parcelles et font le lien avec la ville de Reims :
- Association des Jardins Familiaux Trois Fontaines (215)
- Association des Trois Rivières (135)
- Jardins associatifs de la CAR (262)[14]
- Association des Jardins Familiaux du quartier du Maroc (64)
- Association des Jardins Familiaux Croix du Sud (92)
- Association des Jardins Familiaux Pays de France (68)
- Association Rémoise des Jardins Familiaux (509)
- Association des Jardins Familiaux La Cerisaie (60)
- Association des Jardins Familiaux du Comité Rémois "Jardinot" Comité 1901 (24)
- Association des habitants Chanoine Lallement (16)

### Jardins partagés

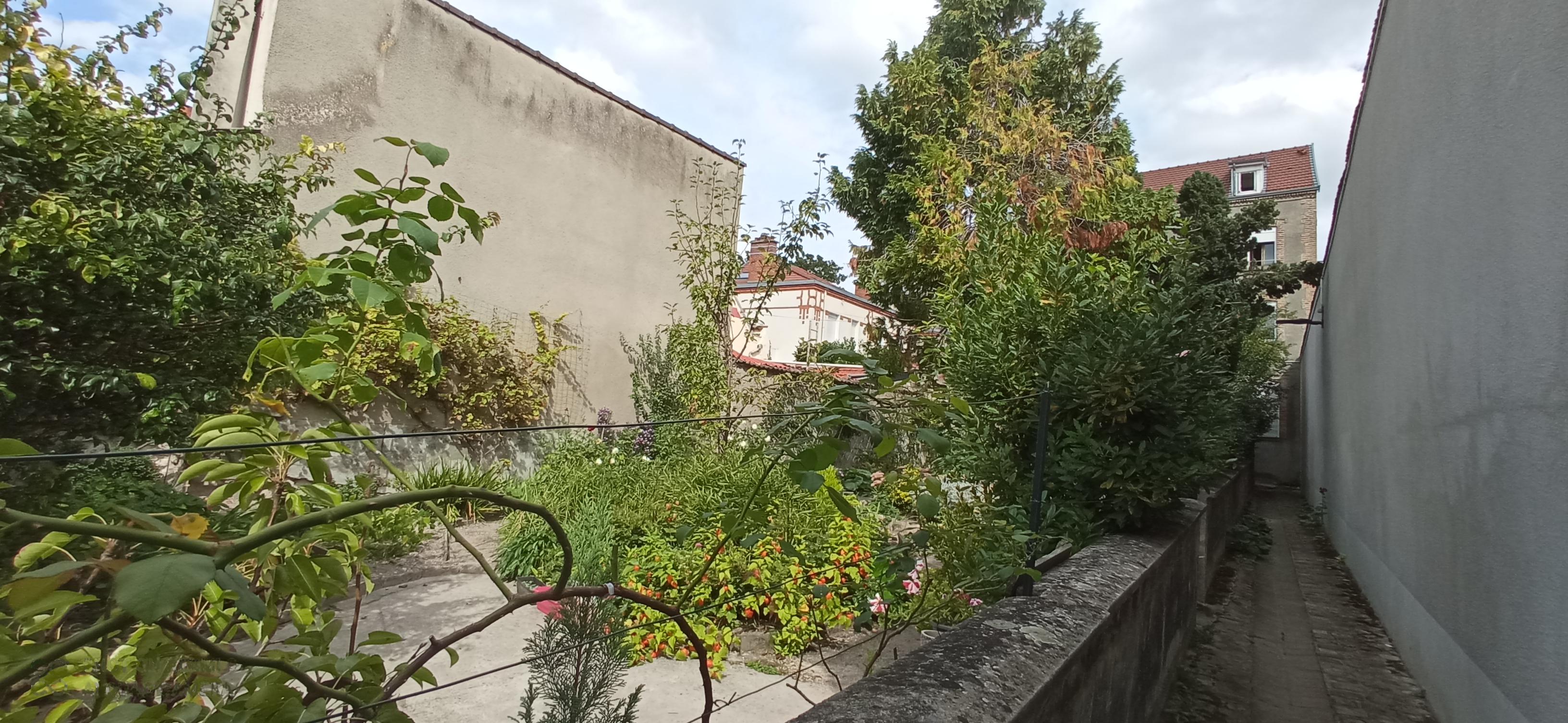
Jardin-ilot st gilles.

Un jardin partagé est un jardin créé en commun dans le cadre d'une structure en général associative. C’est une parcelle, cultivée en commun, par les membres et dans le conditions prévue au statut de l'association. 
- Les dentaires se mettent au vert
- Jardin de la Maison de quartier des Épinettes
- Le Clem O Vert
- L’îlot Saint-Gilles
- POTAGEM, jardin du CaféGEM
- Jardin de la Ligue de l’Enseignement
- École des Jardiniers
- Jardin de la Maison de Quartier de 3 Fontaines / Walbaum
- Le Clos Maryse
- Place Magneux

## Les parcs et Jardins de Reims dans l'Histoire des jardins
- 1924 : La cité-jardin du Chemin-Vert (pour approfondir le sujet :http://www.cite-jardin-reims.culture.fr/)
- 1924 : la cité-jardin des Trois-Fontaines (ou Charles Arnould)
- ?? : La cité de la Charonnière ou Saint Léonard
- ?? : la cité-jardin de l'Atteignant
- Jardins familiaux
- Jardin communautaire
- Murs végétaux : 29 rue de vesle
- Le verdissement des toits des immeubles sur les plans de construction : (creuser le PLU)
- Depuis 2012 : Les écoquartiers de REMA'VERT et de Croix Rouge Pays de France
- 2012 : Le jardin intergénérationnel Coup de Pousse [16]
- Depuis 2015 : Les jardins partagés[15]
- Depuis septembre 2018 : les composteurs partagés [17]
- Novembre 2019 : végétalisation de 4 toits d'Abribus à titre expérimental [18]